# M4 Sherman
«Ше́рман» (англ. M4 Sherman) — основний американський середній танк періоду Другої світової війни. Широко використовувався американською армією на всіх театрах бойових дій, а також у великих кількостях постачався союзникам (в першу чергу Великій Британії та СРСР) за програмою ленд-лізу. Після другої світової війни «Шерман» стояв на озброєнні армій багатьох країн світу, а також брав участь у численних збройних конфліктах. В армії США M4 перебував на озброєнні аж до закінчення Корейської війни. Назву «Шерман» танк M4 отримав, коли став на озброєння в британської армії, після чого ця назва закріпилася за танком у американській та інших арміях. Названий на честь американського генерала за часів Громадянської війни Вільяма Шермана. Загалом було випущено 49 234 одиниць «Шерманів» різних модифікацій.

## Історія створення

### Попередники танка M4 Sherman

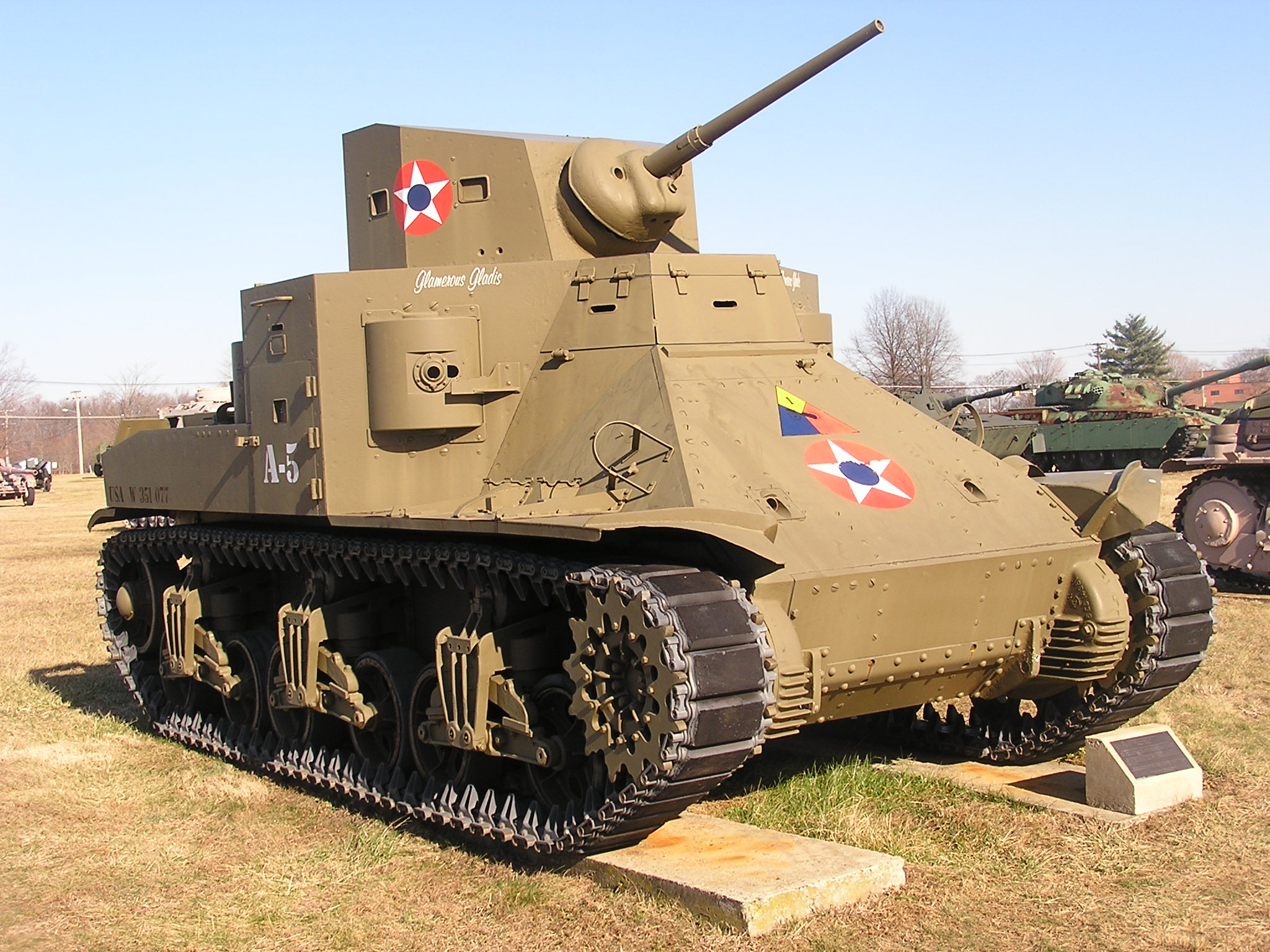
Середній танк М2

Перед початком другої світової війни Сполучені Штати не мали на озброєнні середніх танків. У серпні 1939 року почали вироблятися перші 15 машин танка М2, що був віднесений до середніх за класифікацією. Та з гарматою калібром 37 мм і максимальною товщиною броні 25 мм він не міг вважатися конкурентом сучасників, що розроблялися європейськими країнами, зокрема, середнім танкам Вермахту PzKpfw III и PzKpfw IV. Відтак, танк М2 ще до початку виробництва виявився морально застарілим. Всього було збудовано 146 машин, які американською армією у бойових діях не використовувалися, і застосовувалися в основному як навчальні.

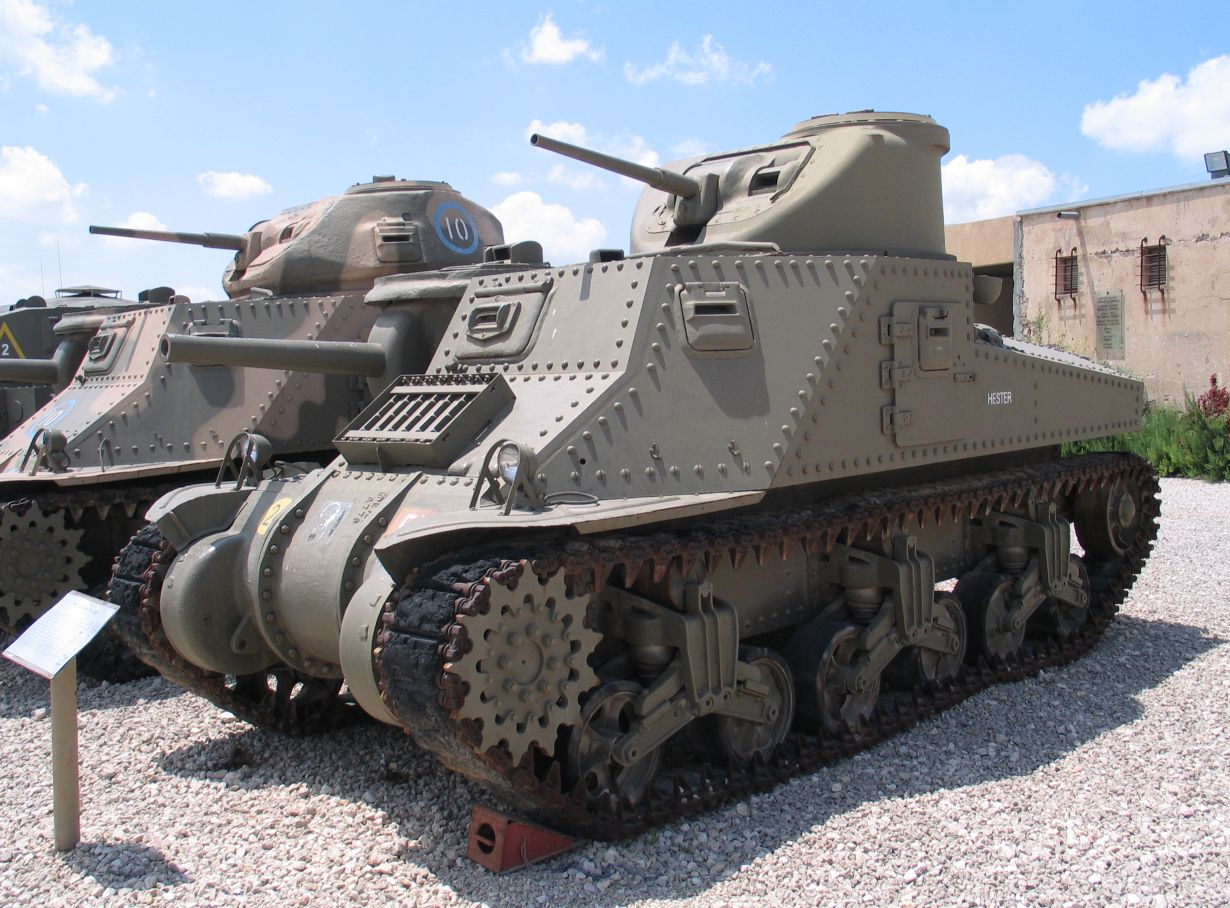
Середній танк M3 Lee

Оцінка бойових дій у Європі показала, що 37-мм пушка неактуальна для сучасного танка, відтак 5 червня 1940 року начальник Управління піхоти звернувся до Артилерійської технічної служби (АТС) з пропозицією встановити на середній танк 75-мм гармату. Однак у башті танка М2 було замало місця для розміщення 75-мм гармати, відтак АТС ухвалила рішення встановити 75-мм гармату у спонсон по правому бортові корпуса. На танку залишалася башта з 37-мм гарматою, відтак конструктори вдалися до схеми багатогарматного танка, яка сучасною тоді конструкторською думкою вже була відкинута, як застаріла і малоефективна. Так з'явився танк М3, як модифікація танка М2. Характерно те, що М3 не мав прототипу, позначеного літерою «Т», це означає, що танк не розроблявся для прийняття на озброєння, а був тимчасовим рішенням, до розробки повноцінного танка з гарматою у башті. 28 серпня 1940 року контракт з Крайслером на виробництво M2 був призупинений і його заводи розпочали виробництво танка М3. 24 квітня 1941 року перші дві машини були поставлені на озброєння, серійне виробництво почалося з червня 1941 року. Кількість випущених машин сягнула 6258, більшість з яких були поставлені за ленд-лізом Великій Британії та Радянському Союзу, який, зокрема, отримав 976 машин.

### Завершення розробки, та перша модифікація танка M4 Sherman
Перший прототип танка, що отримав назву Т6, був готовий 2 вересня 1942 року, серійне виробництво було запущено у лютому 1942 року. Дуже швидко він став основним танком, стояв на озброєнні не тільки США, а й Англії. Танк «Шерман» поставлявся за ленд-лізом також і в СРСР. Від серії МЗ він відрізнявся головним чином конфігурацією корпусу і компонуванням озброєння. Схема силової передачі, її компонування і конструкція основних агрегатів залишилися колишніми, що обумовлювалося прагненням при переході на новий тип машини, зберігши високі темпи виробництва.

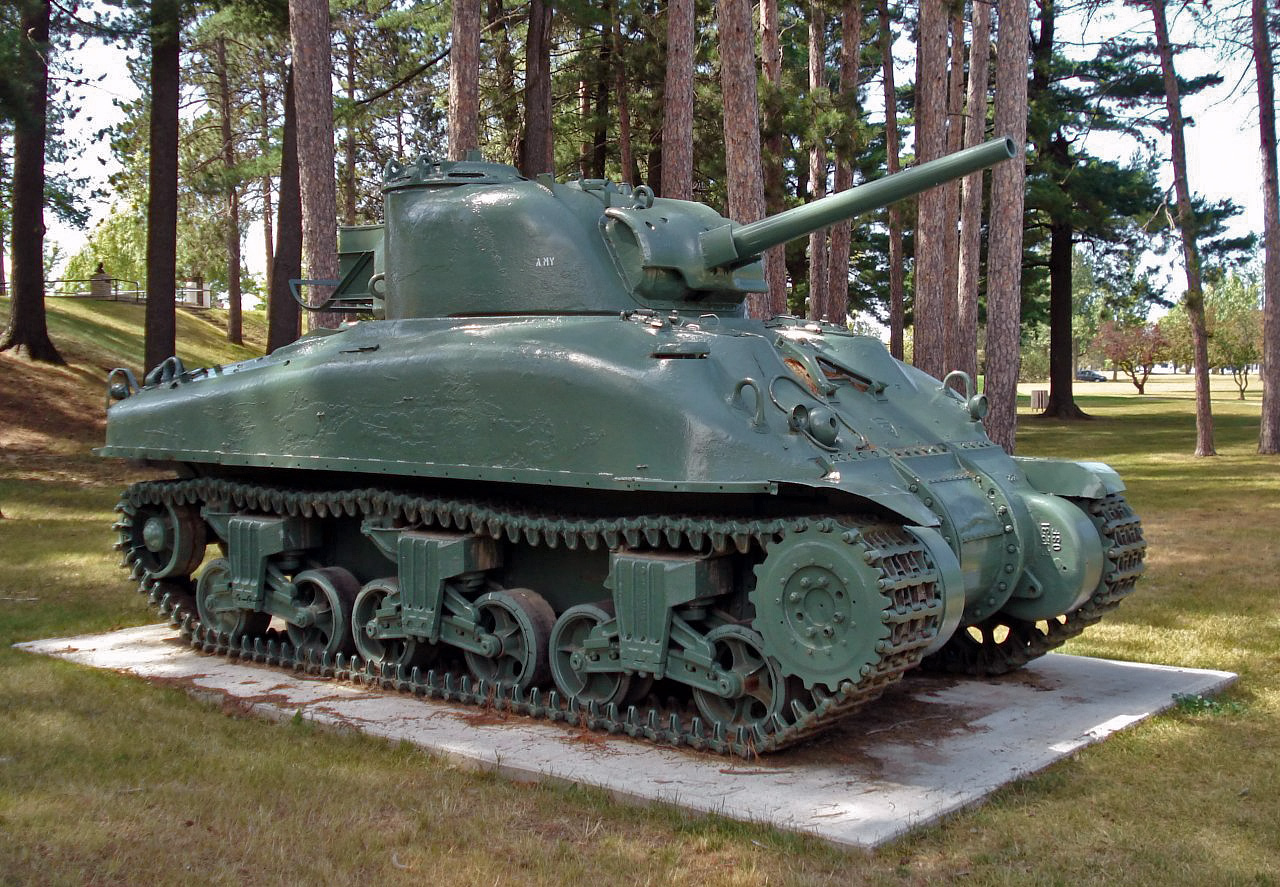
Танк М4А1

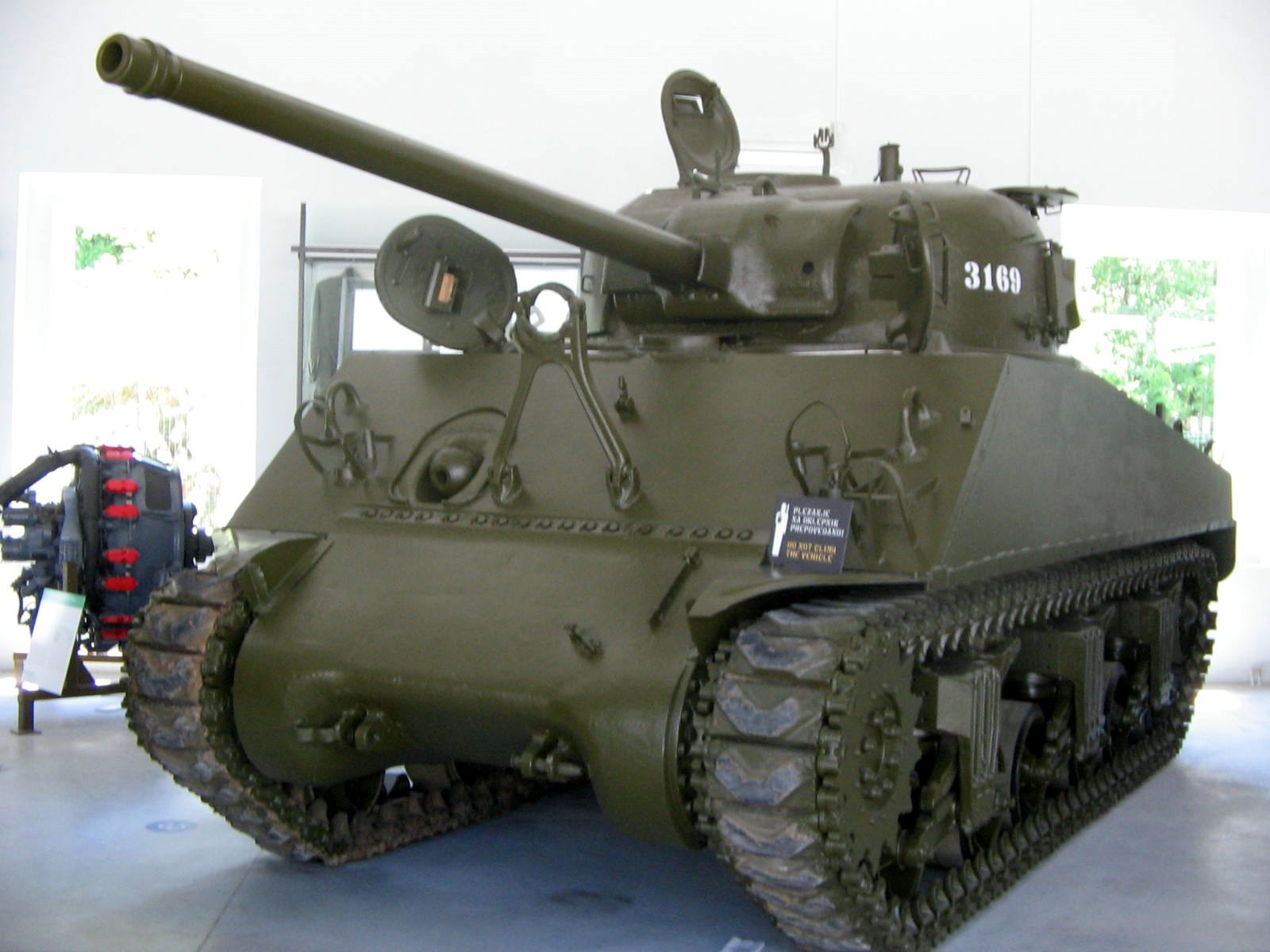
Танк М4А3

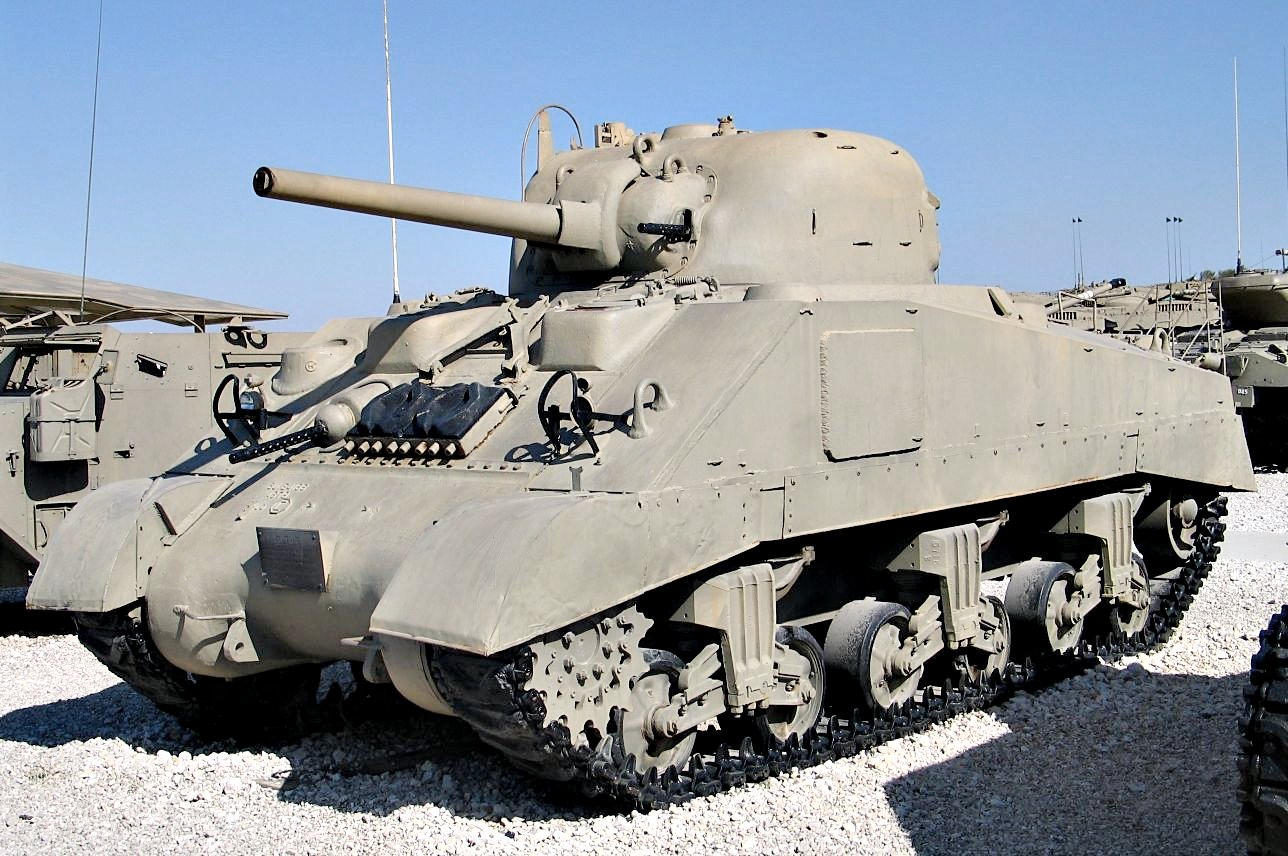
Танк М4А4

### Подальший розвиток проекту
Прагнучи поліпшити бойові характеристики, американські конструктори протягом 1942 і 1943 років розробили сім модифікацій М4, з яких чотири були прийняті на озброєння: М4 (базовий варіант), М4А1, М4АЗ і М4А4. Машини різних модифікацій відрізнялися один від одного технологією виготовлення (наприклад, лобова деталь корпусу виготовлялася цілком методом лиття або збиралася на болтах з трьох литих деталей, або зварювалася з литих і вальцьованих деталей), озброєнням (гармати калібром 75-мм і 76,2-мм, 105-мм гаубиця), двигунами, конструкцією ходової частини і силової передачі. Як найвдаліші оцінюються два варіанти модифікації М4АЗ М4АЗЕ2 і М4АЗЕ8. Перший варіант відрізняється посиленим броньованим захистом: товщина броні башти збільшена до 152-мм, встановлено екранування спереду і на бортах, завдяки чому товщина броні збільшена до 77-мм. Другий варіант, М4АЗЕ8 має посилене за рахунок установки довгоствольної 76,2-мм гармати озброєння і посилене на 15 — 20-мм бронювання. Цей варіант випускався з 1945 року в ролі основного середнього танка. Усього в роки другої світової війни було випущено більше 48 тисяч танків М4 всіх модифікацій.
У квітні 1941 року Рок-Айлендський арсенал представив командуванню бронетанкових військ п'ять ескізних варіантів танка М4. У підсумку вибрали найпростішу схему з використанням елементів МОЗ при абсолютно новому литому або зварному корпусі. 75-мм гармату розмістили у башті, на даху якої встановили кулемет. Як і в МОЗ, передбачили люки в бортах корпусу. Макет машини, позначеної як Т6, побудували в травні 1941 р., а прототип з литим корпусом і деякими змінами конструкції (без башточки) зібрали і на Абердинському випробувальному полігоні 19 вересня 1941 року.
Дивлячись на канадський танк «Рем» можна було припустити, що Т6 справив на нього вплив. Однак документи і хронологічне зіставлення подій спростовують це. Перший серійний «Рем», побудований заводом «Монреаль Локомотив», випробовувався на Абердинському полігоні з липня по жовтень 1941 року і в звітах він порівнюється з танком МОЗ, а не з Т6.
Після німецького вторгнення в Радянський Союз в червні 1941 року, за особистим замовленням президента Рузвельта запланований на 1942 р. рівень виробництва — 1000 середніх танків на місяць подвоїли. Для цього було потрібно залучити нові підприємства: «Пасифік Кар енд Фаундрі», «Фішер», «Форд» і «Федерал Мешін енд Уелдер». У жовтні 1941 р. Т6 взяли на озброєння під позначенням М4 і запланували його масове виробництво, в тому числі на 11 заводах, які випускали МОЗ у 1942 р. У вересні 1941 р. фірмі «Фішер» запропонували організувати другу лінію в Гранд Бленк, штат Мічиган. Будівництво Танкового арсеналу в Гранд Бленк, орієнтованого на виробництво М4, почалося в січні 1942 р., а виготовлення машин — в липні того ж року, хоча в той час «Фішер» вже випускала М4 на одному зі своїх заводів.
Прототип М4, побудований «Ліма Локомотив» у лютому 1941 р., відрізняється відсутністю бортових люків. У наступному місяці фірми «Ліма», «Прессд Стіл» і «Пасифік Кар енд Фаундрі» випустили перші машини М4А1 з литим корпусом. До осені 1942 р. всі заводи, залучені до програми, розгорнули серійне виробництво, а в жовтні британські М4 вперше вступили в бій під Ель-Аламейном. Танки М4 були наймасовішими у військах союзників протягом років Другої світової війни. Хоча вони не мали сильного бронювання і озброєння в порівнянні з німецькими і радянськими танками, М4 успішно поєднував простоту обслуговування, надійність, швидкість ходу, міцність і нескладну конструкцію. Це сприяло розгортанню масового виробництва машин на комерційних підприємствах, які не мали в мирний час досвіду випуску військової продукції. За критерієм вартість/ефективність М4 був оптимальним для свого часу, і це позначилося на виробництві в 1942-46 рр. 40000 танків М4 (і машин на його шасі). М4 мав таке ж шасі, що й танк МЗ. Однак, крім найбільш ранніх модифікацій, котки підвіски були змінені: підтримні (опорні) ролики кріпилися позаду, а не посередині. Корпус міг бути зварним, литим або зварним з лобовою частиною, зібраною з литих і вальцьованих деталей, в той час як 75-мм гармата встановлювалася в простій литій башті і оснащувалася гіроскопічним стабілізатором, як на танку МОЗ. Спочатку танк оснащувався радіальним двигуном «Континенталь» повітряного охолодження, але їх постійна нестача (вони використовувалися і в авіапромисловості) змушувала застосовувати інші варіанти силових установок, що збільшувало кількість серійних модифікацій. М4 «Шерман» мав екіпаж з 5 чоловік, міг вести вогонь бронебійними снарядами.
Ранні машини мали зібрану на болтах з трьох частин носову частину корпусу і оглядові люки (пізніше прибрані) для механіка-водія і його помічника. Вони мали вузьку маску гарматної установки М34. На наступних машинах застосували цільну литу носову деталь корпусу і гарматну установку М34А1 з широкою маскою. На машинах останніх партій (з кінця 1943 р.) чоло корпусу виготовляли з литих і вальцьованих деталей.
М4 випускалися фірмами:
- Pressed Steel Car Corporation (1000 танків, з липня 1942 р. по серпень 1943 р.)
- Boldwin Locomotive Works (1233, з січня 1943 р. по січень 1944 р.),
- American Locomotive Corporation (2150, з лютого але грудень 1943 р.),
- Pullman Standart Car Corporation (689, з травня по вересень 1943 р.),
- Detroit Tank Arsenal (1676, з серпня 1943 р. по січень 1944 р.).

Всього — 6748 танків.
М4А1 — той же М4, але з литим корпусом. Машини перших партій мали шасі ходової частини, аналогічні МОЗ, 75-мм гармати М2 з противагою наддульної частини ствола і спарені нерухомі курсові кулемети в лобовому листі корпусу. Ці кулемети, як і оглядові люки в лобовому листі, незабаром усунули, а після випуску декількох машин стали встановлюватися 75-мм гармати МОЗ. Носову частину корпусу, зібрану з трьох деталей, замінили однією литою деталлю, а на машинах наступних партій ставилися гарматна установка М34А1, крила і протипові екрани гусениць.

### Випуск різних модифікації танку Sherman за фірмами
М4А1 випускалися фірмами:
- Lima Locomotive Works (1655, з лютого 1942 р. по вересень 1943 р.)
- Pressed Steel Car Corporation (3700. З березня 1942 по грудень 1943 р.)
- Pacific Car and Foundry Corporation (926, з квітня 1942 р. по листопад 1943 р.).
- Всього — 6281 танк.

М4А2 Друга серійна модифікація відрізнялася від М4 установкою двох дизелів General Motors через брак двигунів Continental. Носову частину корпусу з литих і вальцьованих броньових деталей ця модифікація так і не отримала.
М4А2 випускалися фірмами:
- Fisher Tank Arsenl(4614, з квітня 1942 р. по травень 1944 р.),
- Pullman Standart Car(2373, з квітня 1942 р. по вересень 1943 р.),
- American Locomotive corporation (150, з вересня 1942 р. по квітень 1943 р.),
- Boldwin Locomotive Works (12, з жовтня по листопад 1942 р.),
- Federal Machine and Welder Corporation (540. З грудня 1942 р. по грудень 1943 р.).

Всього — 8053 танка. Використовувалися не лише армією США. Більшість йшло на постачання за ленд-лізом.
M4A3 випускались фірмами:
- Ford Motor Corporation (1690, з червня 1942 р. по вересень 1943 р.)

М4А4 випускались фірмами:
- Detroit Tank Arsenal (7499, з липня 1942 по вересень 1943 р.)

М4А6 випускались Фірмами:
- Detroit Tank Arsenal (75, з жовтень 1943 по лютий 1944 р.)

M4A3E2 Jumbo випускались фірмами:
- Fisher Tank Arsenl (254, з травня по червень 1944 р.)

## Опис конструкції

### Броня, та захищеність
| Характеристики бронювання |                          |                         |                    |                     |           |                 |                  |                   |                 |               |                 |
| __                        | Лоб корпусу (верх), мм/° | Лоб корпусу (низ), мм/° | Борт корпусу, мм/° | Корма корпусу, мм/° | Днище, мм | Дах башти, мм/° | Борт башти, мм/° | Корма башти, мм/° | Маска зброї, мм | Лоб башти, мм | Дах корпусу, мм |
| Товщина бронелистів, мм   | 50 (пізніше 64)          | 51                      | 38                 | 38                  | 13—25     | 19—25           | 51               | 51                | 89              | 76            | 19—25           |
| Кут нахилу, °             | 56° (пізніше 47°)        | 0—56                    | 0                  | 0—10                | 0         | 83—90           | 5                | 0                 | 0               | 30            | 83—90           |

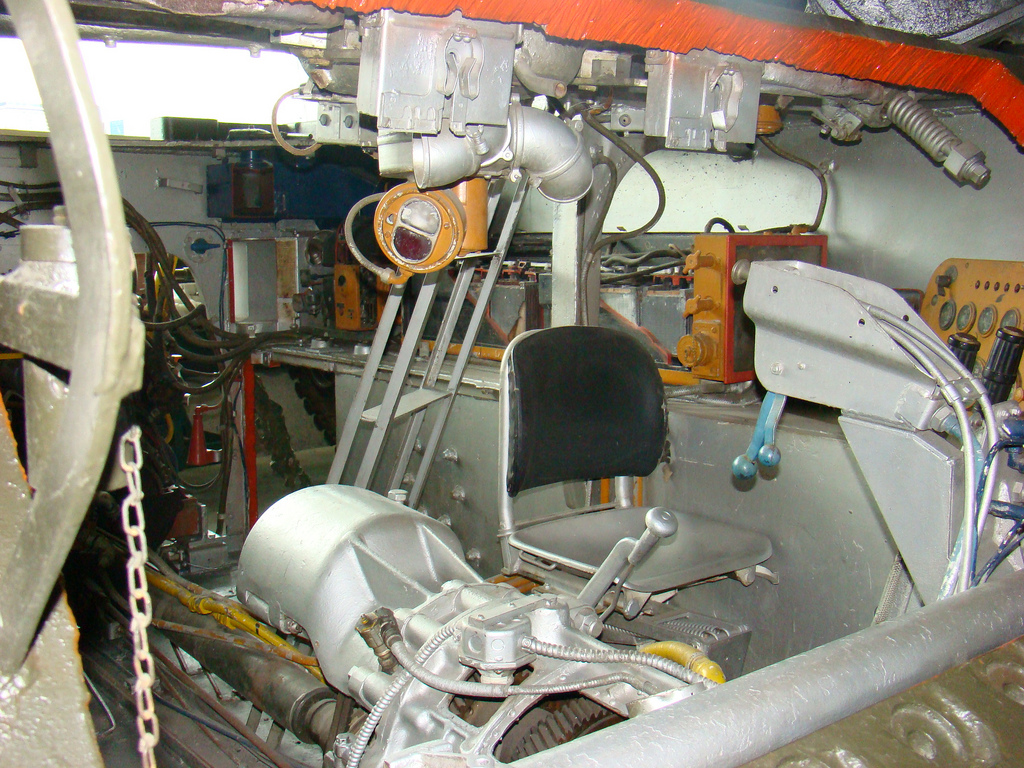
М4 «Шерман» зсередини, видно крісло механіка-водія

Корпус більшості модифікацій танка M4 мав зварену конструкцію з листів вальцьованої броньованої сталі. НЛД, яка одночасно була кришкою трансмісійного відсіку, лита, збірна з трьох частин з кріпленням на болтах (згодом замінена на єдину деталь). У процесі виробництва існувало безліч варіантів корпусу танка, які незначно відрізнялися формою і досить сильно відрізнялись за технологією виготовлення. Спочатку передбачалося, що танк буде мати литий корпус, але через труднощі з масовим виробництвом виливків такого розміру, литий корпус отримав тільки M4A1, що проводився одночасно із зварним M4. Нижня частина корпусу була такою ж, як і у танка M3, за винятком того, що для виготовлення використовувалася зварювання, а не клепання, в тому числі і у танків з литим корпусом. На перших варіантах танка верхня лобова деталь корпусу мала нахил 47 градусів і товщину 51 мм. ВЛД була ослаблена привареними в неї виступами з люками оглядових приладів. На пізніших модифікаціях люки були перенесені на дах корпусу, ВЛД стала цілісною, але через перенесення люків її довелося зробити більш вертикальною, 56 градусів. Борти корпусу складаються з вертикально встановлених броньових листів товщиною 38 мм, таке ж бронювання має задня частина. На прототипі в борті танка був досить великий люк для екіпажу, але на серійних машинах від нього відмовилися. У днищі корпусу за місцем стрільця-радиста розташований люк, призначений для відносно безпечного покидання танка екіпажем на полі бою під вогнем противника. У деяких випадках цей люк використовувався для евакуації з поля бою поранених піхотинців або членів екіпажів інших танків, оскільки внутрішній простір «Шермана» було досить великим, щоб тимчасово розмістити в ньому ще кілька людей.
Башта танка лита, циліндричної форми з невеликою кормовою нішею, встановлена на погоні діаметром 1750 мм з кульковим підшипником, товщина броні лобу башти становила 76 мм, борти і корми башти 51 мм. Лоб башти нахилений під кутом 60°, маска гармати мала бронювання 89 мм. Дах башти мав товщину 25 мм, дах корпусу від 25 мм у передній до 13 мм в задній частині танка. У даху башти встановлювали командирський люк, який також був вхідним для навідника і заряджальника. У баштах пізнього виробництва (починаючи з серпня 1944 року) є окремий люк для заряджальника. Кришка командирського люка двостулкова, на люку встановлена турель зенітного кулемета. Механізм повороту башти електрогідравлічний або електричний, з можливістю ручного повороту в разі відмови механізмів, час розвороту башти на 360 градусів становив 15 сек. У лівому борту башти є порт для стрільби з пістолета, закритий бронезаслінкою. У лютому 1943 року від пістолетного порту відмовилися, але за вимогами військових ввели його назад на початку 1944 року.
Боєзапас гармати розміщується в горизонтальних боєукладках, розташованих на бортах корпусу в надгусеничних полицях (одна боєукладка в лівому спонсоні, дві в правому), в горизонтальній боєукладці на полиці кошика башти, а також у вертикальній боєукладці в задній частині кошика. Ззовні на борті корпусу в місцях розміщення боєукладки наварені додаткові броньові плити товщиною 25 мм (за винятком танків самих ранніх серій). Бойове застосування «Шерманів» показало, що при попаданні бронебійних снарядів в борти корпусу танк схильний до займання порохових зарядів боєприпасів.
З середини 1944 року танк отримав нову конструкцію боєукладок, які були перенесені на підлогу бойового відділення, в проміжки між гніздами снарядів заливалася вода, змішана з антифризом та інгібітором корозії. Такі танки отримали в позначенні індекс «(W)»(наприклад М4А1(76)-М4А1(76)W), і зовні відрізнялися від ранніх варіантів відсутністю додаткових бортових бронеплит. «Мокра» боєукладка мала значно меншу схильність до займання при ураженні бортів танка снарядами, а також при пожежі. Більшість випущених танків мали внутрішню підкладку з піногуми, встановлений з метою захисту екіпажу від вторинних осколків при ураженні танка снарядами.

### Озброєння

#### 75 мм М3

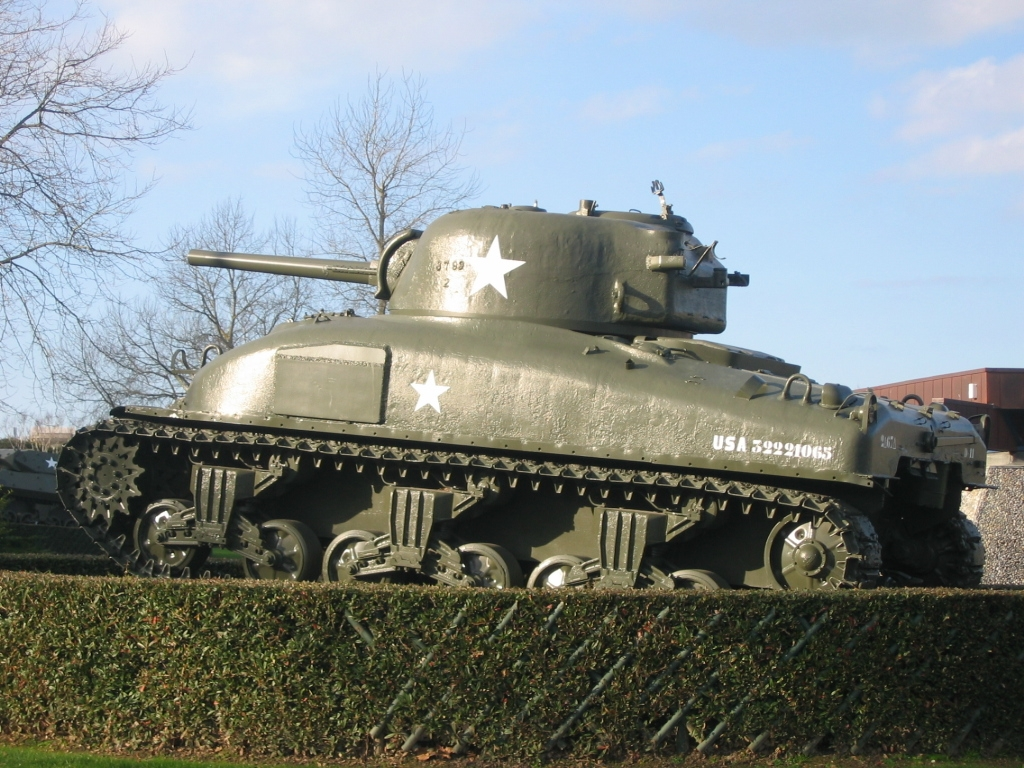
M4A1 з гарматою M3

Перші серійні танки були оснащені танковою гарматою 75 mm M3 L/37,5, яку він успадкував від пізніх варіантів танку M3 «Лі». В танках перших серій гармата монтувалась в установці М34. В жовтні 1942 року установка була модернізована, тепер маска гармати прикривала також спарений кулемет і прямий телескопічній приціл навідника (до цього прицілювання велось через телескопічний приціл, вмонтований в перископ). Нова установка отримала назву М34А1. Кути вертикального нахилу гармати −10…+25°.
M3 має калібр 75 мм, довжину ствола 37,5 калібрів (40 калібрів — повна довжина гармати), клиновий напівавтоматичний затвор, унітарне заряджання. Крок нарізів 25,59 калібрів.
M3 в цілому відповідала радянській танковій гарматі Ф-34, і мала трохи меншу довжину ствола, схожий калібр і бронепробивність. Гармата була ефективною проти німецьких легких та ранніх середніх танків, і в цілому відповідала вимогам часу.
Гармата обладнана гіроскопічним стабілізатором «Вестінгауз», що працював у вертикальній площині. Незвичайність монтажу гармати полягає в тому, що вона монтується розвернутою на 90 градусів вліво відносно осі гармати. Це значно спрощувало роботу заряджаючому, оскільки органи керування затвором рухаються горизонтально, а не вертикально.
| Номенклатура боєприпасів 75-мм гармата M3                                            |                |                  |                                |                              |                       |
| Тип                                                                                  | Позначення     | Маса снаряду, кг | Маса пострілу, кг              | Початкова швидкість, м/с     | Дальність таблична, м |
| Каліберні бронебійні снаряди                                                         |                |                  |                                |                              |                       |
| Бронебійно-трасуючий гостроголовий із захисним и балістичним наконечниками (APCBC-T) | M61 Projectile | 6,79             | 9                              | 618                          | 14 700                |
| Бронебійно-трасуючий гостроголовий (AP-T)                                            | M72 Shot       | 6,32             | 8,52                           | 618                          | 11 700                |
| Бронебійний полегшений з вольфрамовим сердечником (HVAP)                             | T45 Shot       | 3,81             | 5,92                           | 868                          | 12 000                |
| Осколкові снаряди                                                                    |                |                  |                                |                              |                       |
| Осколкова граната (HE)                                                               | M42A1 Shell    | 6,66             | 8,53 нормальний/8,87 посилений | 463 нормальний/603 посилений | 13 000                |
| Димові снаряди                                                                       |                |                  |                                |                              |                       |
| Димова граната (HC)                                                                  | M89 Shell      | 3                | 4,46                           | 259                          | 1800                  |

| Таблиця бронепробивності для 75-мм гармати M3     |        |        |        |        |
| Гомогенна стальна броня, кут зустрічі 60 градусів |        |        |        |        |
| Тип снаряду \ Дальність                           | 500 м  | 1000 м | 1500 м | 2000 м |
| APC M61                                           | 66 мм  | 60 мм  | 55 мм  | 50 мм  |
| AP M72                                            | 76 мм  | 63 мм  | 51 мм  | 43 мм  |
| HVAP T45                                          | 117 мм | 97 мм  | 79 мм  | 64 мм  |
| Закалена стальна броня, кут зустрічі 60 градусів  |        |        |        |        |
| Тип снаряду \ Дальність                           | 500 м  | 1000 м | 1500 м | 2000 м |
| APC M61                                           | 74 мм  | 67 мм  | 60 мм  | 54 мм  |
| AP M72                                            | 66 мм  | 53 мм  | 41 мм  | 33 мм  |
| Снаряд T45 серійно не випускався.                 |        |        |        |        |

Боєзапас складає 90 пострілів.

#### 105мм гаубиця М4
Деякі танки отримали на роль основної зброї 105-мм гаубичну гармату М4. Танки, в які було вмонтовано таку гармату, були призначені для ведення артилерійського вогню, переважно для допомоги піхоті.

#### 17-фунтова гармата
На «Шермани» британської армії часто встановлювались 17-фунтові гармати MKIV, такі танки отримали назву Sherman IIC. Нарізна гармата Ordnance QF 17 pounder Mk.IV калібром 76,2 мм (3 дюйми), довжина ствола 55 калібрів, крок нарізів 30 калібрів, затвор слизький горизонтальний, напівавтоматичний, зарядження унітарне. Гармата обладнувалась дульним гальмом з вмонтованими противагами.
Бойова маса — 2097 кг
Довжина ствола — 4,58 м
Найбільший кут підвищення — +16,5 град.
Найбільший кут схилення — −6 град.
Кут горизонтального обстрілу — 60 град.
Боєприпаси: бронебійні снаряди з початковою швидкістю 884 м/сек
підкаліберний — 1203 м/сек
осколковий — 876 м/сек

#### Додаткове озброєння
Танк мав спарений з гарматою кулемет M1919A4 гвинтівкового калібру, стрільбу з якого вів навідник. Такий же кулемет було вмонтовано в кульову маску на лобі корпусу. Вогонь з нього вів асистент водія-механіка. На даху башти, в турельній установці було встановлено великокаліберний кулемет М2Н, цей кулемет використовували переважно як зенітний.

### Трансмісія
Трансмісія танка розташована в передній частині корпусу, крутний момент від двигуна передається на неї карданним валом, що проходять в коробі підлогою бойового відділення. Коробка передач механічна 5-швидкісна, є задня передача, 2-3-4-5 передачі синхронізовані. Трансмісія має подвійний диференціал типу «Cletrac» і два роздільних гальма, за допомогою яких здійснюється управління. Органи управління механіка-водія — два важелі гальм (з сервоприводом), педаль зчеплення, важіль перемикання передач, ніжний і ручний акселератор, ручне гальмо стоянки. Згодом ручне гальмо стоянки було замінено на ніжне.
Литий корпус трансмісії є одночасно нижньої лобової деталлю корпусу танка, кришка трансмісійного відділення відливається з броньованої сталі, і кріпиться до корпусу танка болтами. Масивні деталі трансмісії певною мірою захищали екіпаж від поразки бронебійними снарядами і вторинними осколками, але з іншого боку, така конструкція підвищувала імовірність пошкодження самої трансмісії при попаданні в її корпус снарядів, навіть у тому випадку, якщо не було пробиття броні.
У процесі виробництва конструкція трансмісії не піддавалася істотним переробкам.
M4A4 в розрізі
| 1 — підйомне кільце 2 — вентилятор 3 — баштовий люк 4 — перископний приціл 5 — канавка баштового люка 6 — баштове сидіння 7 — сидіння навідника 8 — сидіння в башті 9 — гарматна башта 10 — повітряочищувач 11 — кришка горловини радіатора 12 — провід повітряочищувача 13 — моторне відділення 14 — вихлопні колектора 15 — траки | 16 — водяний насос 17 — радіатор 18 — генератор 19 — задній карданний вал 20 — баштова боєукладка 21 — поворотна опора башти 22 — передній карданний вал 23 — підвісна каретка 24 — трансмісія 25 — напрямне зубчате колесо 26 — сидіння механіка-водія 27 — сидіння кулеметника 28 — 75-мм танкова гармата 29 — кришка люка механіка-водія 30 — M1919A4 спарений кулемет |  |

### Двигун
Серед інших середніх танків ВМС «Шерман» виділяється, мабуть, найбільш широкою гамою встановлюваних на нього двигунів. У загальній складності на танк встановлювалося п'ять різних варіантів рухової установки, що дало шість основних модифікацій:
- M4 і M4A1 — зіркоподібний авіаційний двигун Continental R975 C1, 350 к. с. при 3500 об/хв.
- M4A2 — спарені 6-циліндрові дизелі GM 6046, 375 к. с. при 2100 об/хв.
- M4A3 — спеціально розроблений бензиновий V8 Ford GAA, 500 к. с.
- M4A4 — 30-циліндрова силова установка Chrysler Multibank A57, що складається з п'яти автомобільних бензинових двигунів L6.
- M4A6 — дизель Caterpillar RD1820.

Спочатку компонування танка і розміри моторного відсіку були розраховані для зіркоподібного R975, що давало достатньо простору для установки інших типів двигунів. Тим не менше, 30-циліндровий силовий агрегат A57 мав габарити, що не дозволяють встановити його в стандартний моторний відсік, і у варіанті M4A4 танк отримав більш довгий корпус, який також був використаний у M4A6.
У СРСР за програмою ленд-лізу поставлялися M4A2, оскільки однією з вимог до танка в СРСР була наявність дизельної силової установки. В американській армії дизельні танки не використовувалися виходячи з міркувань логістики, зате були в морській піхоті (що мала доступ до дизельного палива) і в навчальних частинах. Також дизельні танки склали приблизно половину поставлених Великій Британії, де застосовувалася і бензинова і дизельна техніка.
Танк облаштований бензиновою одноциліндровою допоміжною силовою установкою, що служить для підзарядки акумуляторів без запуску основного двигуна, а також для прогріву двигуна в умовах низьких температур.

### Ходова частина

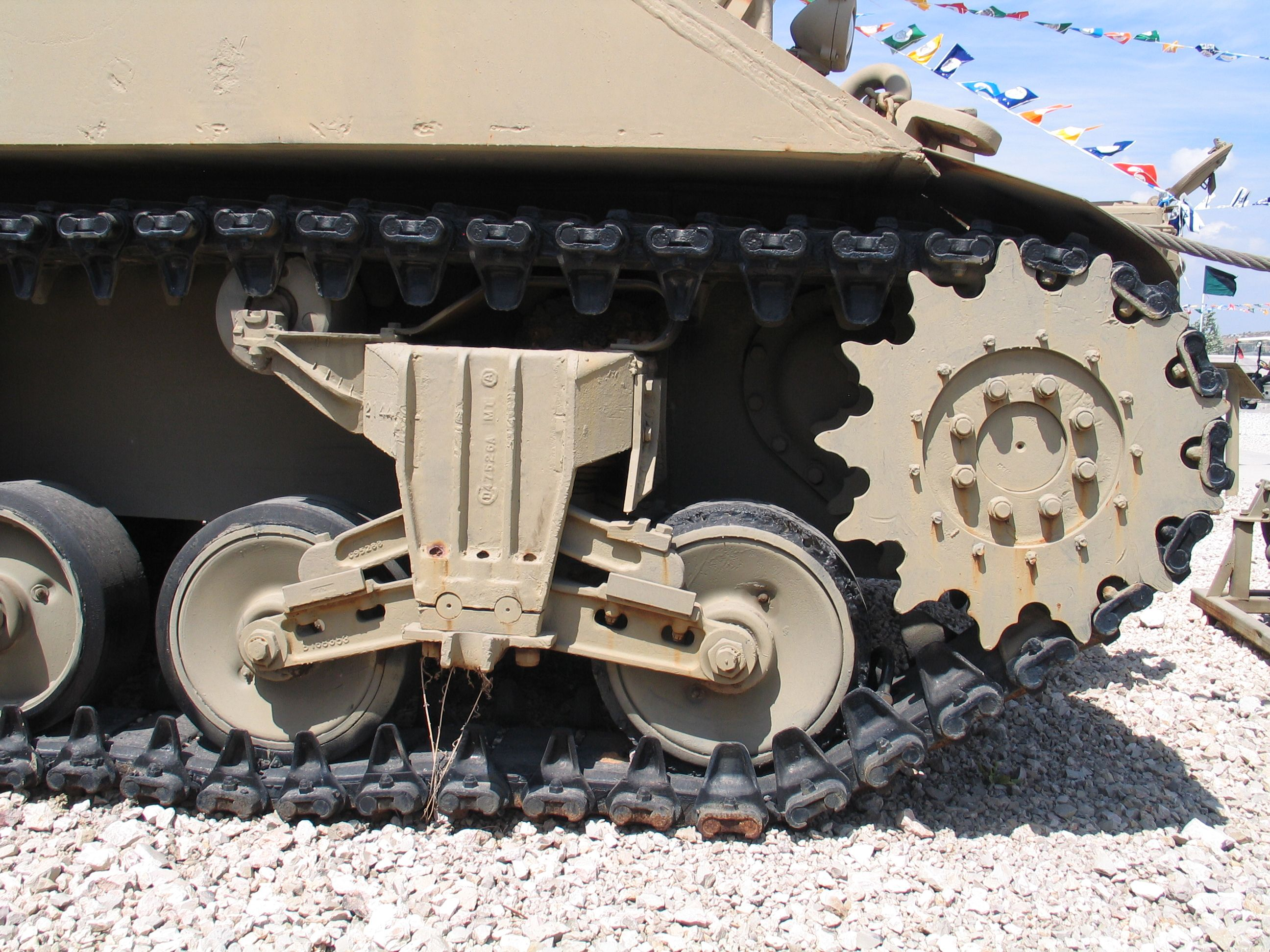
підвіска VVSS(Vertical Volute Spring Suspension)

типи гусениць
- T48 — гумове покриття 15см
- T49 — сталеве покриття 15см
- T51 — гумове покриття 15см
- T54E1 — сталеве покриття 15см
- Т74 — трак з привареним сталевим покриттям, вкритий гумою

В цілому підвіска танка відповідала тій, що була на М3.
підвіска «VVSS», яка використовувалась на танку була дуже схожа на ту, яку встановлювали на деякі німецькі танки.

### Надійність
Майже всі модифікації «Шермана» володіли дуже високою надійністю. Теж саме можна сказати і про інші американські танки, причиною цього був високий досвід в виробленні тракторів, та автомобілів. Бронеплити були добре закріплені, двигун не потребував частого обслуговування. Ось наприклад радянський Т-34 був наділений набагато меншою надійністю, та інколи при прямому влучанні бронеплити «Шермана» злітали з болтів, та вбивали екіпаж танку.
Загалом «Шерман» можна назвати одним з найнадійніших танків Другої світової війни, серед середніх танків даний танк у цьому сенсі рівних не мав, але ремонтувати його доводилось дуже довго, а в польових умовах ремонт був майже неможливим

### Мобільність

#### Стратегічна мобільність
Щодо стратегічної мобільності, «Шерман» задовольняв усім вимогам, щодо проекту. Його висота компенсувалась достатньо малою шириною, що дозволяло перевозити його майже на всіх видах транспорту(літаками, кораблями та потягами)
Але через свої великі габарити «Шерман» вимагав дуже багато палива(340л/100 км, наприклад Т-34 споживав лише 140 л/100 км), тож запас ходу через це різко скорочувався.

#### Тактична мобільність
M4 Sherman за тактичною мобільністю оцінювався достатньо високо. Хоча танк і поступався деяким радянським танкам, але міг рухатися з необхідною, для ведення повноцінного бою швидкістю, та достатньо швидко розганявся. За проходженням м'яких ґрунтів М4 знов-таки поступався багатьом радянським танкам.
В різних моделей «Шермана» швидкість змінювалась, це спричинено встановленням в них різних типів двигунів.

## Аналоги
Середні танки — це найчисельніший та найрізноманітніший клас танків, в другу світову війну безліч країн мали танки, технічні характеристики яких можна порівняти з характеристиками танка M4 Sherman:

### СРСР
- Т-34-76 — можна сказати найближчий аналог «Шермана». Переважав «Шерман» за захищеністю, та озброєнням. Але поступався в потужності ходової частини та умовах роботи екіпажу.
- Т-34-85 — модернізована версія танка Т-34, з'явився на два роки пізніше, ніж «Шерман», та переважала його за всіма характеристиками.
- Т-28 — радянський серійний середній танк. Був розроблений на кілька років швидше, ніж Шерман. Мав сильну перевагу в мобільності, майже не відрізнявся за силою озброєння, але мав набагато слабшу броню.

### Третій рейх
- Panzerkampfwagen IV (він же Pz IV, або PzKpfw IV) — основний німецький аналог, поступався в мобільності, але мав велику перевагу щодо захищеності, та вогневої потужності.[3]
- Panzerkampfwagen V (Panther) — була головним противником «Шермана» на Західному фронті. Пантера була набагато сильніша, та важча, тому повністю переважала за всіма характеристиками.

### Велика Британія

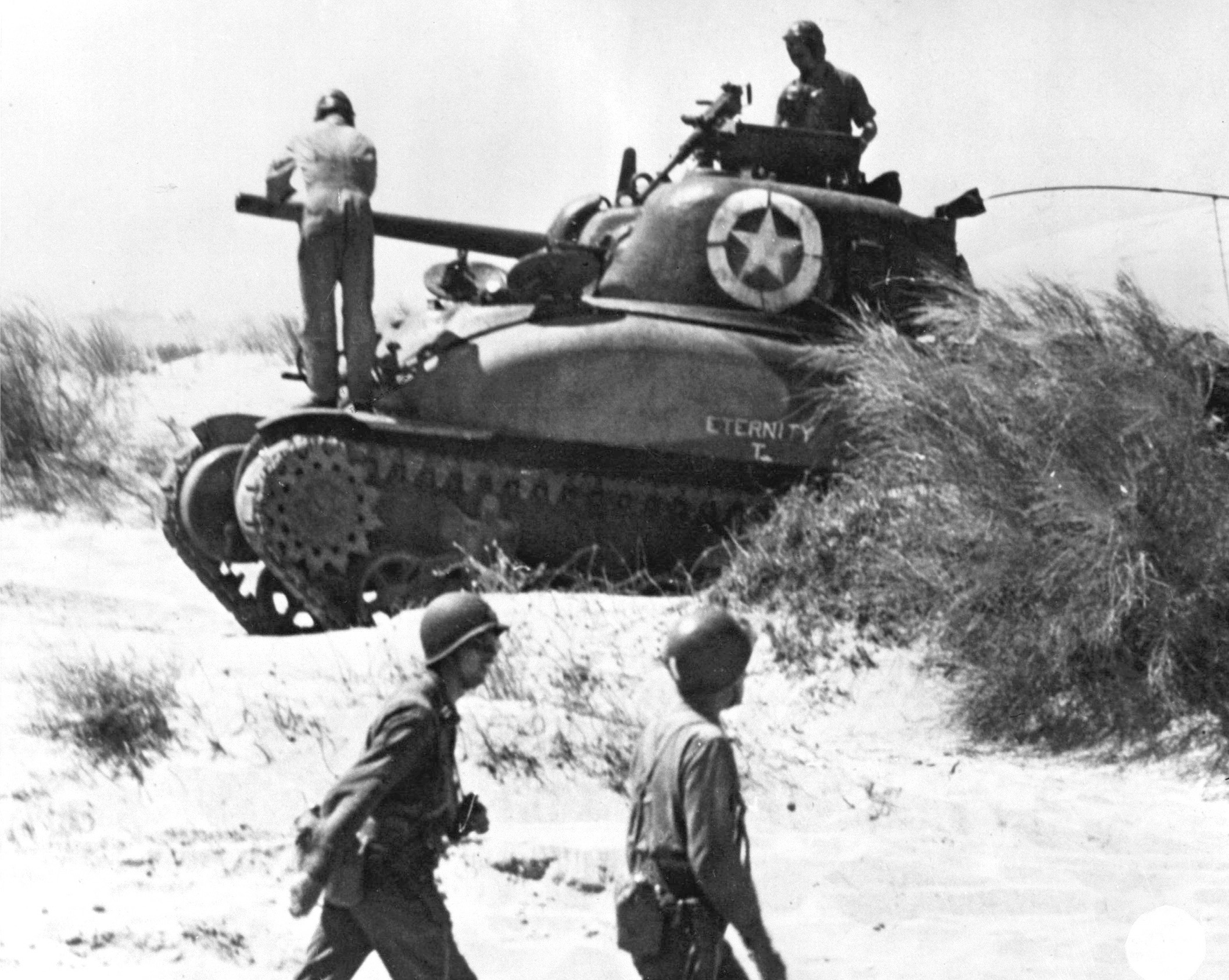
М4А1 в Сицилії, 1943 р.

- Cruiser Mk VIII Cromwell — англійський середній танк, мав майже ту ж саму масу, що й «Шерман», та з'явився майже одночасно з «Шерманом». Поступався йому в озброєнні, та захищеності.
- Cruiser, Comet, A34 — найкращий англійський танк періоду Другої світової війни, переважав «Шерман» майже за всіма бойовими характеристиками, та не зважаючи на більшу масу мав більшу мобільність.
- Матильда — англійський середній танк періоду Другої світової війни, поступався Шерману в мобільності та озброєнні, але мав набагато сильнішу броню і набагато менші габарити, що давало йому змогу ховатись в деяких високих кущах, і вести вогонь з засідки.

### Франція

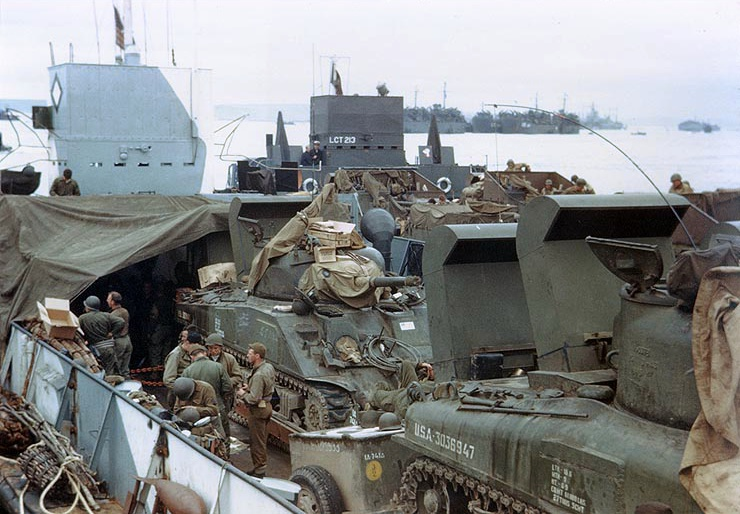
Операція «Оверлорд», танки М4А1 і М4А3, обладнані шнорклями

- Somua S35 — французький середній танк, був запущений в виробництво раніше, і майже за всіма характеристиками відставав від Шермана.
- Char B1 — французький середній піхотний танк, запущений в серійне виробництво раніше, ніж Шерман, не поступався йому в озброєнні, мав перевагу в бронюванні, але сильно поступався в мобільності.

### Японія
- Чи-Хе — японський серійний середній танк, розроблений в 1941 році, нічим не поступався Шерману в бронюванні, але мав кращу мобільність, і слабше озброєння.

## Бойове застосування

### Друга світова війна

#### Постачання танків М4 заленд-лізом
Велика кількість «Шерманів», випущених у США відправлялись за кордон за програмою Ленд-ліз.

##### Sherman в арміїРадянського Союзу
За масовістю ввезення танків М4 Радянський Союз зайняв друге місце після Великої Британії. За підрахунками в СРСР було відправлено:
- M4A2 — 1990 одиниць
- M4A2 (76) W — 2073 одиниці
- M4A4 — 2 одиниці. Від замовлення відмовилися через застосування в них бензинових двигунів.
- M4A2 (76) W HVSS — 183 одиниці. Поставлені в травні-червні 1945 року, в бойових діях в Європі участі не брали.

У СРСР «Шермани» найчастіше називалися «Емча» (замість M4). За своїми тактико-технічними характеристиками, M4 приблизно відповідав радянському Т-34.

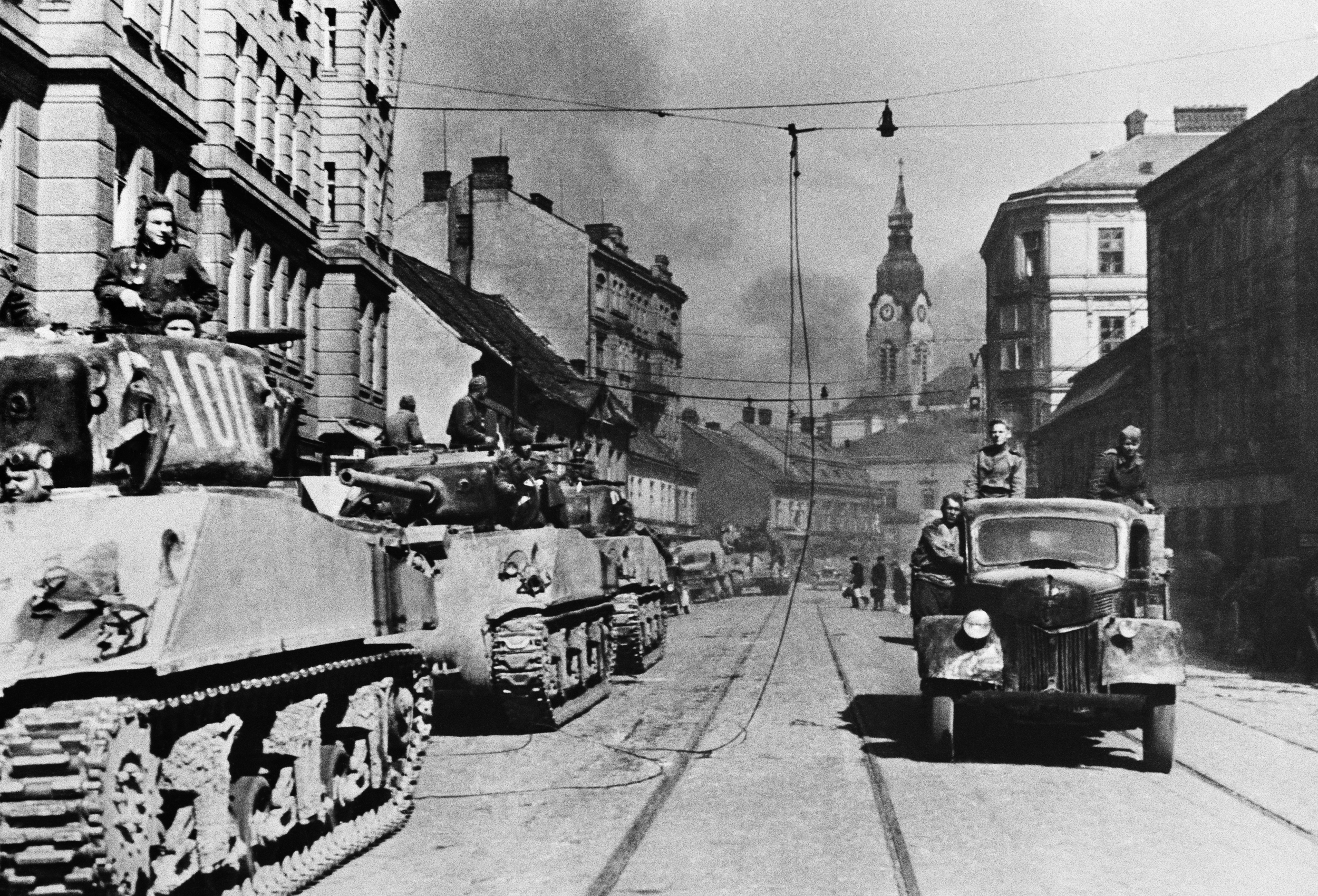
Група радянських Шерманів

Ніяким модифікаціям в СРСР танки не піддавалися, навіть не перефарбовувалися (радянські розпізнавальні знаки наносилися на них ще на заводі; трафарети американських і радянських зірок в цілому збігалися, потрібно було тільки змінити колір), багато танків взагалі не мали ніяких національних розпізнавальних знаків. На них переважно вручну наносилися тактичні номери і розпізнавальні знаки частин. Декілька танків було переозброєно гарматами Ф-34, силами польових майстерень, через те, що на початковому етапі експлуатації в РСЧА спостерігався дефіцит американських 75-мм снарядів. Після того, як постачання було налагоджено, переоснащення припинилося. Точна кількість переозброєння танків, що одержали назву M4M, невідома, імовірно вона незначна, або зовсім мізерна.
Деякі танки переобладнувалися в БРЕМ шляхом демонтажу гармати або башти, як правило це були танки, пошкоджені в боях. Інших переробок у СРСР не проводилося.
Американці мали в СРСР спеціальних представників, які спостерігали за експлуатацією американських танків безпосередньо у військах. Крім функцій технічних консультантів, ці представники також відповідали за збір відгуків та рекламацій, відправляючи їх на фірми-виробники. Помічені недоробки досить оперативно усувалися в наступних серіях.
Крім самих танків, американці також поставляли ремонтні комплекти; в цілому проблем з ремонтом і відновленням не було. Тим не менш, досить велика кількість пошкоджених у боях «Шерманів» була розібрана на запчастини, і деталі пішли на відновлення їх щасливіших побратимів.

##### М4 Sherman на службі в армії Великої Британії
Середній танк М4 у Великій Британії одержав позначення «Генерал Шерман», але частіше іменувався, просто «Шерманом». Насправді M4 Sherman виявився найважливішою машиною на озброєнні британської армії, і в 1939—1945 рр. він використовувався значно ширше, ніж будь-який з танків, створених в Англії. Британські танки із зіставними з вогневої потужності 75-мм гарматами подвійного призначення надійшли на озброєння лише наприкінці 1943 р., а їх широке використання почалося навесні 1944 р. Перші «Шермани» — в основному М4А1 з литим корпусом — поставили 8-ї армії на Близький Схід восени 1942 р., і близько 270 з першої партії в 300 танків знаходилися у військах до початку бою під Ель-Аламейном 24 жовтня, в якому вони разом з середніми МЗ склали більше половини британської танкової армади, що брала участь у битві. Для збільшення кількості М4 у військах частину машин взяли з американських частин, компенсувавши втрати на затонулому судні конвою, що прямував до Массавуа.
Наприкінці 1942 р. почалася доставка М4 за ленд-лізом до Великої Британії, досягла стабільного рівня — як відносно постачання британським військам на Близький Схід, так і до Англії, — зберігав до кінця війни. Основна маса машин, поставлених у Велику Британію, були М4А4 (більше 1600 машин припало на частку 8-ї Армії в Італії в 1943 р.). М4АЗ було небагато, оскільки вони, як основна модель, призначалися для армії США. Самі пізні модифікації з підвіскою HVSS, 76-мм гарматами і «мокрою боєукладкою» поставлялися з кінця 1944 р. і в невеликій кількості.
Основним британським внеском у розвиток «Шермана» і стало встановлення на нього 76-мм гармати. Він відомий як «Шерман Firefly» і був найпотужніше озброєним британським танком часів війни. Установку 76-мм гармати на М4 запропонували в січні 1943 р. як гарантію на випадок провалу програми танка «Challenger», на випробуваннях якого виявився ряд недоліків. Незважаючи на деяку опозицію такого рішення з боку міністерства постачання, військові вирішили побудувати прототип. У листопаді 1943 р. його пред'явили замовнику, а в лютому 1944 р. внаслідок затримок з проектом «Челленджер» і невпевненості в його майбутньому, переробка М4 у «Firefly» отримала пріоритет, що дозволило військам отримати його під час висадки в Нормандії.
«Шерман Firefly» виявився єдиним з британських танків, здатним щодо на рівних боротися з «Тиграми» і «Пантерами». Спочатку «Шерман Firefly» вводився з розрахунку один танк на підрозділ через дефіцит 76-мм танкових гармат. Однак до початку 1945 танки цієї модифікації в наростаючих кількостях надходили у війська. Наприкінці 1945 р. башту «Firefly» відправили на Абердинському полігон для установки на шасі М4АЗ. Але Армія США так і не прийняла його на озброєння. У Великій Британії на шасі «Шерман» виготовили ряд

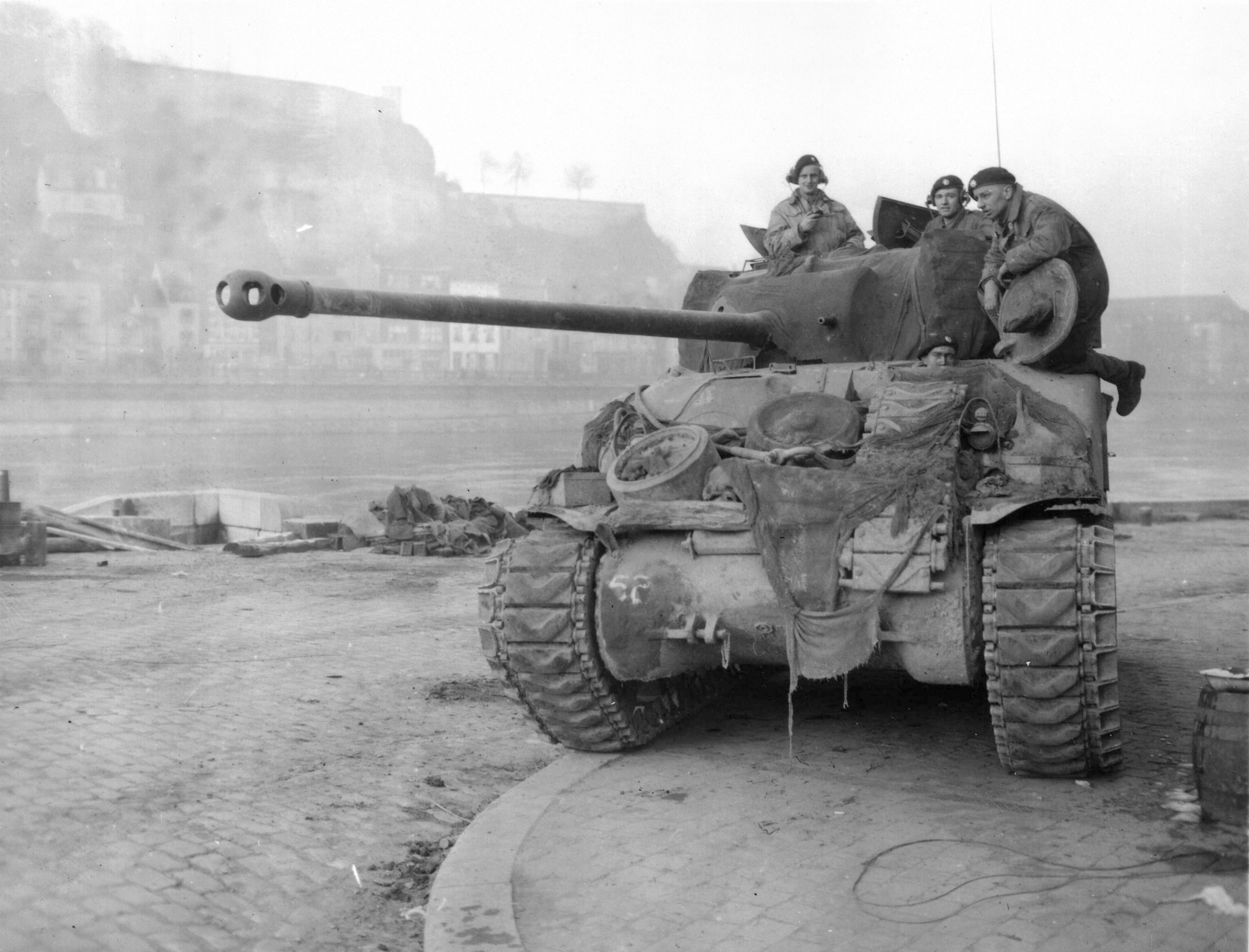
Британський танк Sherman Firefly

Британські назви модифікацій «Шермана»:
- «Шерман» I. Британське позначення стандартного М4.
- «Шерман Hybrid» I. Британське позначення М4 пізніх партій виробництва Детройтського арсеналу з лобовою частиною корпусу з вальцьованих і литих деталей.
- «Шерман» 1В. Британське позначення танка М4 (105 мм).
- «Шерман» 1BY. Британське позначення М4 (105 мм) HVSS. Поставлявся наприкінці 1945 р.
- «Шерман» II. Британське позначення стандартного танка М4А1 (злитим корпусом).
- «Шерман» ІІА. Британське позначення М4А1 (76 мм).
- «Шерман» IIC («Firefly»). Британське позначення танка М4А1 з 17-фунтової гарматою.
- «Шерман» III. Британське позначення танка М4А2
- «Шерман» III AY. Британське позначення танка М4А2 з 76-мм гарматою, «мокрою боєукладкою» і підвіскою HVSS. Поставлявся наприкінці 1944 р.
- "Шерман"IV. Британське позначення танка М4АЗ.
- «Шерман» IVA. Британське позначення стандартного танка М4АЗ з 76-мм гарматою і «мокрою боєукладкою».

##### Інші Країни
Окрім Великої Британії і Радянського Союзу танки «Шерман» поставлялись в Канаду, Францію, Нову Зеландію, Польщу, Бразилію, окрім того Канада мала свої модифікації танку Шерман, зокрема танк «Рем».

### Північна Африка
Перший Sherman прибув до Африки у серпні 1942 року, це був M4A1 з гарматою M2, що використовувався для навчання танкістів і обслуговчого персоналу. У вересні прибула перша партія нових танків, і 23 жовтня вони вступили в бій під Ель-Аламейном. Всього на початок бою англійська 8-а армія мала 252 M4A1 у складі 9-ї танкової бригади та 1-ї і 10-ї танкових дивізій. Попри те, що на озброєння Африканського корпусу до того моменту вже надійшло кілька десятків PzKpfw III і PzKpfw IV з довгоствольними гарматами, «Шермани» показали себе дуже непогано, продемонструвавши хорошу надійність, маневреність, адекватне озброєння і броню. На думку англійців, нові американські танки мали досить вагому роль в їхній перемозі.
Американці вперше застосували «Шермани» в Тунісі, 6 грудня 1942 року. Недосвідченість американських танкістів і прорахунки командування призвели до великих втрат у контратаках проти добре підготовленої ПТО (протитанкова оборона). Надалі тактика американців покращилася, і основні втрати «Шерманів» ставилися не до протидії німецьких танків, а до протитанкових мін (що викликало розробку Sherman Crab), діям протитанкової артилерії та авіації. У військах танк отримав хороші відгуки, і дуже скоро «Шерман» став основним середнім танком в американських частинах, замінивши середній танк M3.
У цілому M4 виявився дуже хорошим танком для військових дій в пустелі, що підтвердила і його післявоєнна історія. На дуже великих і рівних африканських просторах М4 показав хорошу швидкість ходу, зручність роботи екіпажу, відмінний огляд і зв'язок. Танку не вистачало дальності ходу, але союзники вирішували цю проблему за рахунок відмінно працюючих служб постачання, крім того, танкісти часто возили з собою додаткове паливо в каністрах.
14 лютого 1943 в Тунісі відбулося перше зіткнення «Шерманів» (1-й тп 1-й тд) з новим важким німецьким танком Panzerkampfwagen VI Tiger (501-й важкий танковий батальйон), в яких проявилася нездатність M4 боротися на рівних з важкими німецькими бронемонстрами.

### M4 Sherman в Європі
Вперше М4 на Європейському театрі воєнних дій був застосований при висадці в Сицилії, де діяла 2-а бронетанкова дивізія та 753-й окремий танковий батальйон.
До моменту початку операції «Оверлорд» командування союзників усвідомлювало, що розроблений в середині 1942 року «Шерман» у 1944 році вже застарів, оскільки зіткнення з важкою німецькою технікою в Італії показали нестачу бронювання, а головне — озброєння «Шермана». Американці і британці відреагували на цю ситуацію по різному.
Англійці в терміновому порядку почали роботи з установки на наявні «Шермани» своєї нової протитанкової 17-фунтової гармати, яка показала відмінні результати в боротьбі з німецькими танками, в тому числі і важкими «Тиграми» і «Пантерами». Роботи йшли цілком вдало, але масштаби переозброєння були обмежені незначним виробництвом самої гармати, і боєприпасів до неї. Американці, яким було запропоновано проводити 17-фунтові гармати на своїх заводах, від цієї пропозиції відмовилися, віддавши перевагу виробництву власних моделей. У результаті, до початку активних бойових дій у Франції англійці мали в своєму розпорядженні всього декількома сотнями Sherman Firefly, розподіливши їх за своїм танковим частинам, приблизно по одному на танковий взвод.
Американці ж, незважаючи на наявний у них на той час досить солідний досвід застосування танків (хоч і менший, ніж у англійців), дотримувалися думки, що танки в першу чергу слід використовувати для підтримки піхоти, а для боротьби з ворожими танками необхідно застосовувати спеціальні високомобільні винищувачі танків. Ця тактика могла б бути ефективною засобом протидії танковим проривів «бліцкригу», але для того типу бойових дій, який був характерний для другої половини Другої світової війни, вона не підходила, оскільки німці перестали застосовувати стратегію концентрованих танкових ударів.
У результаті такого підходу американці до моменту висадки в Нормандії підійшли, маючи лише середні танки M4 (в тому числі і з посиленим озброєнням) незважаючи на наявність цілком успішних програм із заміни M4 новим типом. Програма виробництва важкого танка M26 «Першинг» також не була реалізована.
Крім звичайних танків, така колосальна десантна операція вимагала також величезної кількості інженерної та саперної техніки, що породило велику кількість спеціалізованих варіантів M4, найвідомішим з яких був Sherman DD. Створенням подібної техніки займалися в основному англійці, у групі Хобарта, використовуючи для цього не тільки американські, але і англійські танки. Крім танків-амфібій, були також «Шермани», які отримали шноркель для подолання мілководдя.

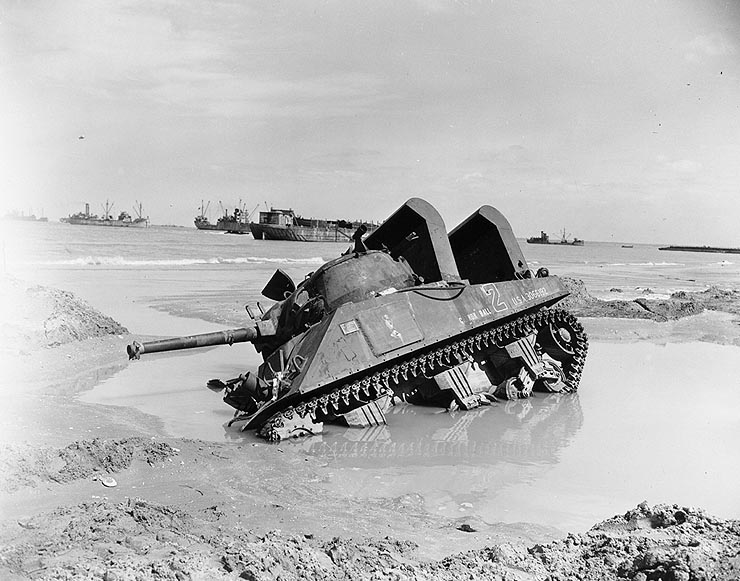
Американський M4 «Шерман», кинутий екіпажем на плацдармі «Юта» під час операції «Нептун». Танк обладнаний двома шнорклями для дій на мілководді

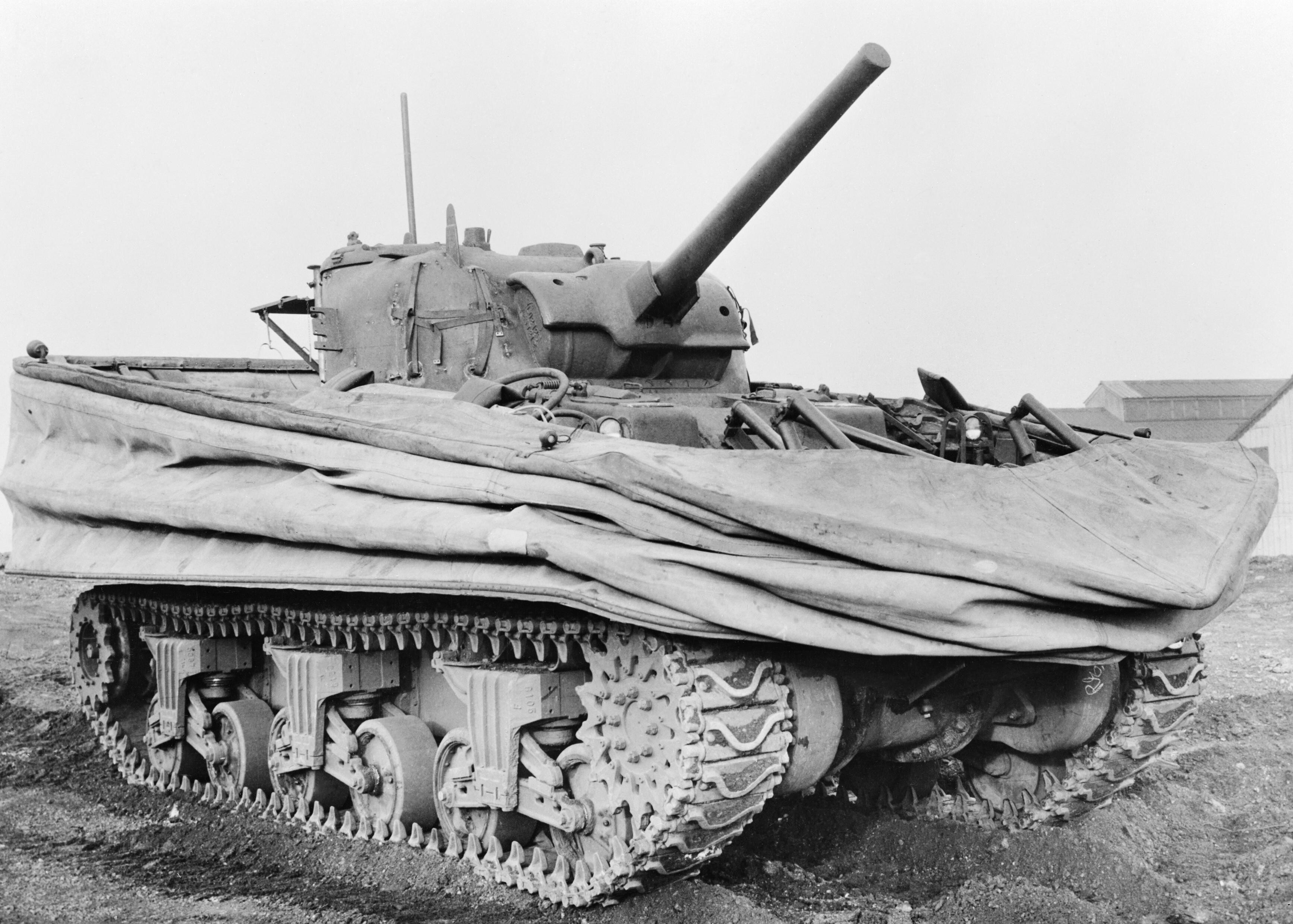
Плаваючий танк Sherman DD, обладнаний водонепрониклим матеріалом для плаву на морі

Під час самої висадки «іграшки Хобарта» повинні були розчистити дорогу від мін та інших загороджень Атлантичного Валу, а вийшли на берег Sherman DD повинні були підтримати своїм вогнем піхоту, що проривала берегові укріплення. В цілому так і сталося, за тим винятком, що американці в основному знехтували спеціалізованої штурмової технікою, покладаючись в основному на свою піхоту і підтримку корабельної артилерії флоту. Ситуація ускладнилася тим, що на ділянці висадки «Омаха» танки амфібії були спущені на воду значно далі від берега, ніж передбачалося за планом, і в результаті затонули до того, як змогли вийти на берег. На інших ділянках амфібії, штурмові та саперні танки спрацювали відмінно, і висадка пройшла без особливих втрат.

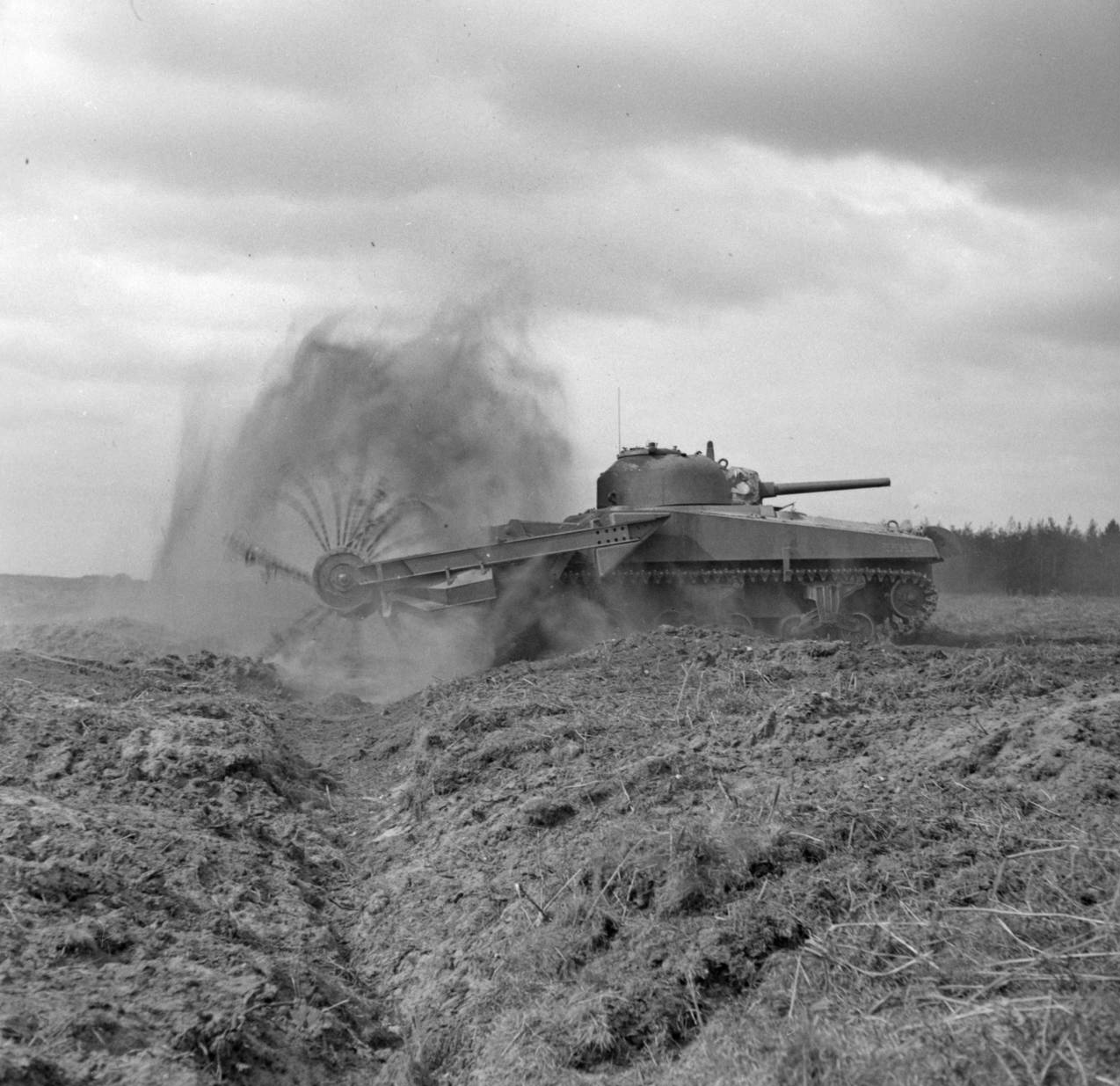
Sherman M4-A4 «Crab» — британський інженерний танк для пророблення переходів в мінних полях

Після захоплення плацдарму союзникам довелося впритул зіткнутися з німецькими танковими дивізіями, які були кинуті на оборону «Фортеці Європа», і тут з'ясувалося, що союзники недооцінили ступінь насичення німецьких військ важкими типами бронетехніки, особливо танками «Пантера». У прямих зіткненнях з німецькими важкими танками «Шермани» мали дуже мало шансів. Англійці до певної міри могли розраховувати на свої Sherman Firefly, чия відмінна гармата справила на німців велике враження (настільки велике, що екіпажі німецьких танків намагалися в першу чергу вразити саме Firefly, а потім вже розправитися з іншими). Американці, які розраховували свою нову гармату, швидко з'ясували, що для впевненого поразки «Пантери» у лоб потужності його бронебійних снарядів все ж таки недостатньо.
Ситуація ускладнилася тим, що природні умови Нормандії, особливо її «живі огорожі», не дали «Шерманам» реалізувати свою перевагу в швидкості і маневреності. Крім того, ці ж умови не давали можливості здійснювати танкові прориви стратегічного масштабу, для яких «Шерман» з його швидкістю і надійністю був чудово пристосований. Замість цього союзникам довелося повільно прогризати серед «живоплотів», несучи дуже великі втрати від діяли проти них німецьких танків і «фаустпатронників» (останні користувалися перевагою місцевості, для того щоб підходити на дистанцію дійсного вогню).
У результаті танкістам союзників в основному довелося розраховувати на свою чисельну перевагу, відмінно працюючі ремонтні служби, а також на дії своєї авіації та артилерії, що обробляли оборону німців перед наступом танків. Союзницька авіація вельми ефективно придушувала комунікації і тилові служби німецьких танкових військ, що дуже сковувало їх дії.
«Наші командири придумали нову тактику. Якщо німці посилають у бій один „Тигр“, то ми висилаємо йому назустріч 8 „Шерманів“, при цьому, сподіваючись, що хоч один з них виживе»."

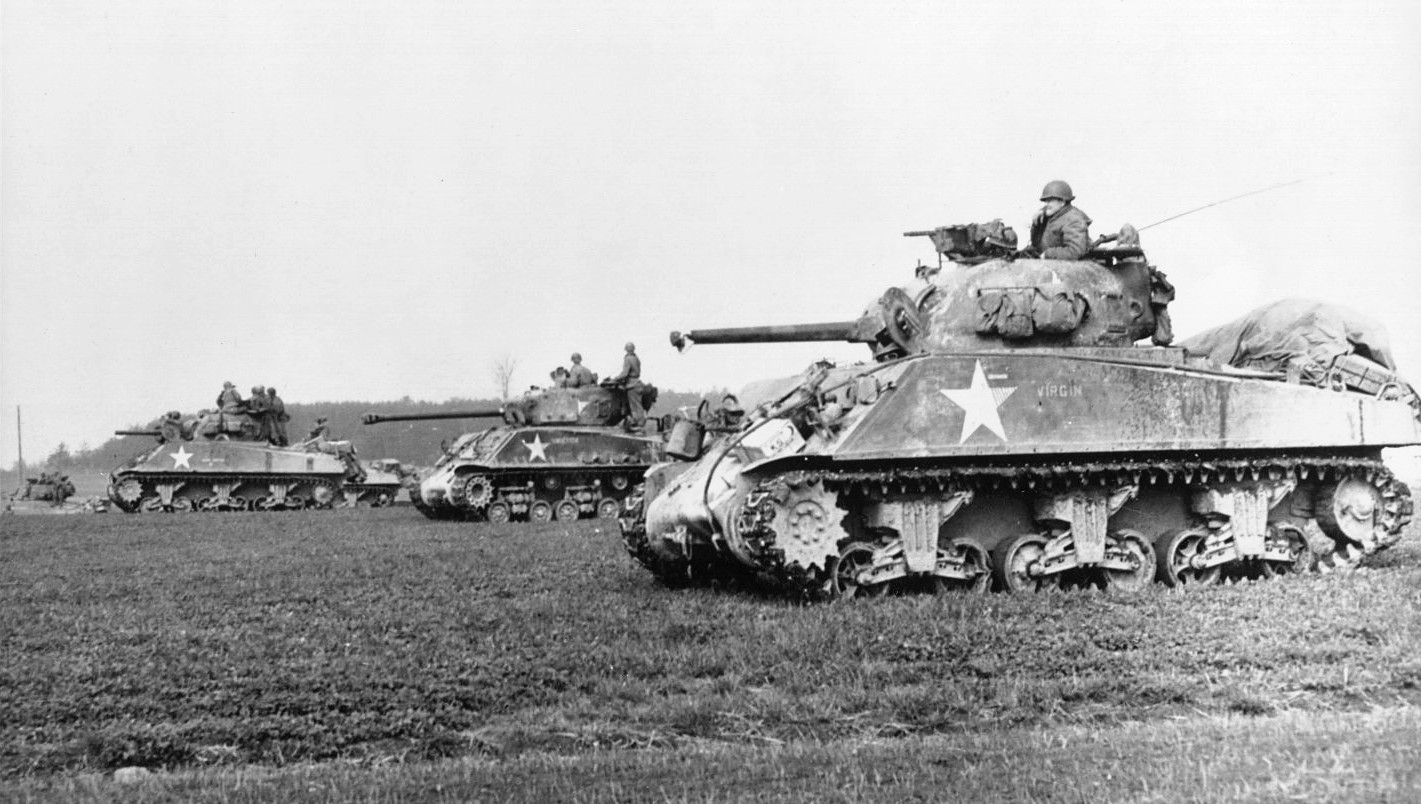
Американські M4 «Шерман» в наступі

Згідно з книгою Белтона Купера «Смертельні пастки» («Death traps»), який відповідав за евакуацію і ремонт танків, тільки 3-я танкова дивізія за десять місяців втратила в бою 1348 середніх танків «Шерман» (понад 580 % від штатної чисельності в 232 танка), з яких 648 були повністю знищені. Крім того, небойові втрати склали приблизно 600 танків.
У Нормандії багато «Шерманів» отримали польові модифікації, наприклад на них монтувалися саморобні і заводські пристосування для подолання «живоплотів», посилювалася броня шляхом наварювання додаткових бронеплит, а також просто шляхом навішування запасних траків, мішків з піском, імпровізованих протикумулятивних екранів. Недооцінка піхотних кумулятивних протитанкових засобів призвела до того, що американська промисловість таких екранів не випускала до самого кінця війни.

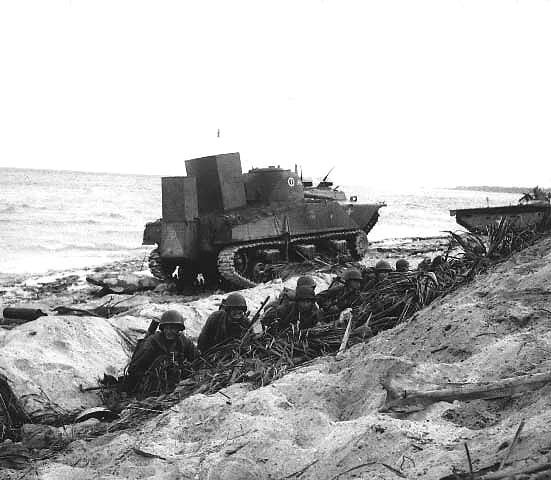
«Шерман» підтримує атаку піхоти. Битва за Кваджалейн. 1944

Після виходу армій союзників на оперативний простір у Франції, відмінна стратегічна мобільність «Шерманів» проявилася повною мірою. З іншого боку, з'ясувалося, що M4 не дуже придатні для бойових дій в містах, в основному через слабке бронювання, і малого калібру танкових гармат. Спеціалізованих Sherman Jumbo було недостатньо, а танки артилерійської підтримки з 105-мм гарматами в місті були дуже уразливі.
Дуже активно і успішно застосовувалися ракетні варіанти «Шерманів», а також вогнеметні танки (особливо при штурмі довгострокових укріплень на німецькому кордоні). А ось дії винищувачів танків M10 були не дуже ефективними, оскільки, крім недостатньої потужності їх гармат, проявилася також недостатнє бронювання, крім того, екіпажі у відкритих баштах виявилися дуже уразливими для мінометного і артилерійського вогню. M36 показав себе краще, але й він мав відкриту башту. У цілому, винищувачі танків зі своїм завданням не впоралися, і основний тягар танкових боїв ліг на плечі звичайних «Шерманів».

### «Шермани» вКореї
Наступ північнокорейських військ поставив американське командування в дуже складне становище — єдиними танками в Південній Кореї були американські легкі танки M24 Chaffee. Рішенням могло стати термінове перекидання танків із Японії, але там були тільки варіанти з 75-мм гарматами M3, оскільки потреби в 76-мм гарматах під час війни на Тихому океані так і не виникло. Так як ці танки серйозно поступалися у вогневій мощі Т-34-85, що були в Корейській Народній армії, було вирішено переозброїти їх 76-мм гарматами M3. Переозброєння відбувалося в Токійському арсеналі, гармати встановлювалися у звичайні башти M4A3, всього було переобладнано 76 танків.
Перші переозброєні «Шермани» прибули до Кореї 31 липня 1950 у складі 8072-го батальйону середніх танків, і 2 серпня вступили в бій у Чунга-ні. Згодом стали прибувати танки з США, і всього в Корейській війні брало участь 547 танків «Шерман» різних модифікацій, в основному M4A1E4 (76). На озброєнні британських сил складалися Sherman Firefly.
Основним противником «Шермана» у цій війні стали Т-34-85, що перебували на озброєнні північних корейців і китайців. Після прибуття американських середніх і важких танків домінуванню Т-34 на полі бою настав кінець, і танкові бої зазвичай закінчувалися на користь американських танкістів. Маючи приблизно рівне з Т-34 бронювання, «Шерман» перевершував його в точності і швидкострільності, в основному через кращу оптику і наявність стабілізатора. [7] Гармати обох танків були досить потужні для того, щоби пробивати броню один одного практично на всіх відстанях реального бою. Але основною причиною невдач корейських і китайських танкістів став вищий рівень підготовки їхніх американських опонентів.
На початку війни американці досить широко застосовували важчі танки М26 Pershing, але дуже скоро з'ясувалося, що незважаючи на потужне озброєння і добре бронювання цей танк не може ефективно діяти в корейських горах, оскільки має той самий двигун, що й «Шерман», при значно більшій вазі. У результаті «Шермани» взяли на себе основне навантаження війни, попри те, що були гірше озброєні і легше броньовані.
У цілому, бойова служба «Шерманів» у Кореї склалася цілком вдало, за винятком того, що черговий раз проявилась недостатня потужність 76-мм фугасних снарядів. Успішніше в цьому сенсі діяли артилерійські «Шермани». Пасивна фаза війни відзначалася великим розмахом танкових битв, і основна роль, яку грали американські танки — підтримка піхоти, патрулювання, а також обстріл супротивника з закритих артилерійських позицій. Також танки використовувалися як своєрідні пересувні вогневі точки, допомагаючи піхоті відбивати китайські «людські хвилі».

### Sherman DD під час форсування Рейну

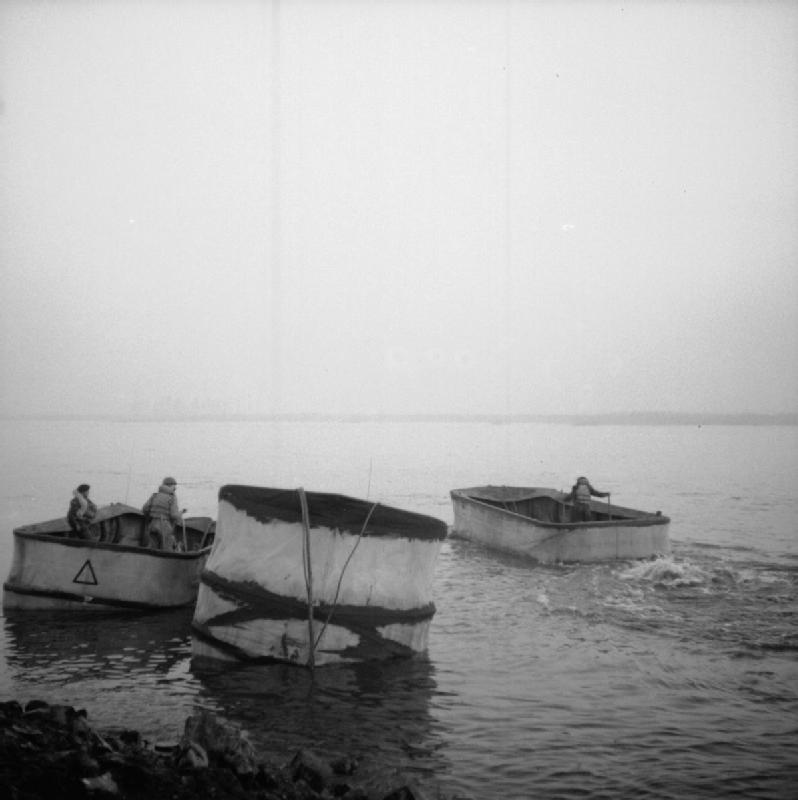
Sherman DD під час переправи через Рейн

Sherman DD досить активно застосовувалися для форсування річок, наприклад Рейну. До кінця 1944 року в складі американських і британських військ перебувало 7591 і 7159 «Шерманом», не рахуючи резервів. Всього на Європейському театрі воєнних дій діяло не менше 15 американських танкових дивізій, не рахуючи 37 окремих танкових батальйонів.
Основною проблемою американських танкових військ на цьому театрі стали не недоліки самого M4, який показав себе досить ефективною зброєю, а те, що на озброєнні не було більш важких типів бронетехніки, здатних на рівних вступати у протиборство з німецькими танками. «Шерман» замислювався як танк підтримки піхоти, і в цій якості показав себе з найкращого боку, але в діях проти «Пантер», «Тигрів» і «Королівських Тигрів» німців він був не дуже ефективний.

### «Шермани» проти Японії
Перші «Шермани» з'явилися на Тихому океані під час операції на Тарава, в листопаді 1943 року, у складі з'єднань американської морської піхоти. Так як американський флот не мав проблем з дизельним паливом, проти японців діяли в основному дизельні версії M4A2. Після Тарава «Шерман» став основним типом американського танка на Тихоокеанському ТВД, повністю замінивши M3 «Лі», які залишилися в основному на гарнізонній службі. Крім того, «Шермани» замінили і «Стюарти», оскільки застосування легких танків в штурмових операціях визнали недоцільним (їх перевага в мобільності нічого не значило на невеликих за площею островах).

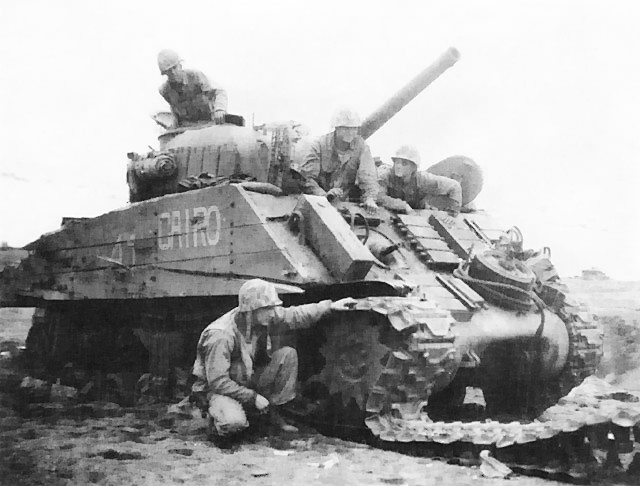
М4 «Шерман», підірваний японцями

Ситуація на Тихоокеанському ТВД докорінно відрізнялася від дій у Європі і Північній Африці. Японські танки були дуже нечисленними, застарілими, здебільшого належали до легких типів, і безпосередньо протистояти американським M4 вони не могли. Розроблений в 1944 році спеціально для протистояння «Шерманові» новий тип «Чи-Ну» у бойових діях участі не брав, оскільки призначався для оборони саме Японських островів.

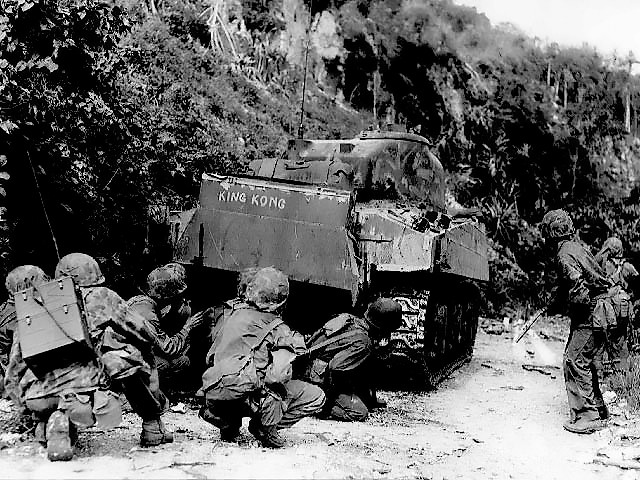
Морські піхотинці ховаються за танком на Сайпане

Оскільки майже всі операції американської морської піхоти й армії на цьому ТВД носили характер прориву довготривалої оборони японців, «Шермани» в основному виконували роль танків підтримки піхоти, тобто саме ту роль, для якої вони і були створені. Японські танки не могли надати достатнього опору через слабкість свого озброєння, нездатного пробити броню «Шермана». Американці ж проблем з поразкою японських танків, як правило, не мали. Це призвело до того, що японці використовували свої танки в основному як вогневі точки, діючи із спеціально підготовлених окопів. Спробам активного використання японських танків також перешкоджала вельми слабка тактична підготовка японських танкістів, що не мали досвіду танкових боїв.
З найбільшою активністю японських танкових частин американці зіткнулися на Філіппінах, де діяв 2-й танковий дивізіон групи Шобу, під командуванням генерала Томоюки Ямасіта. Всього японці мали там близько 220 танків, значну частина яких вони втратили під час наступу американців у напрямку Сан-Хосе.

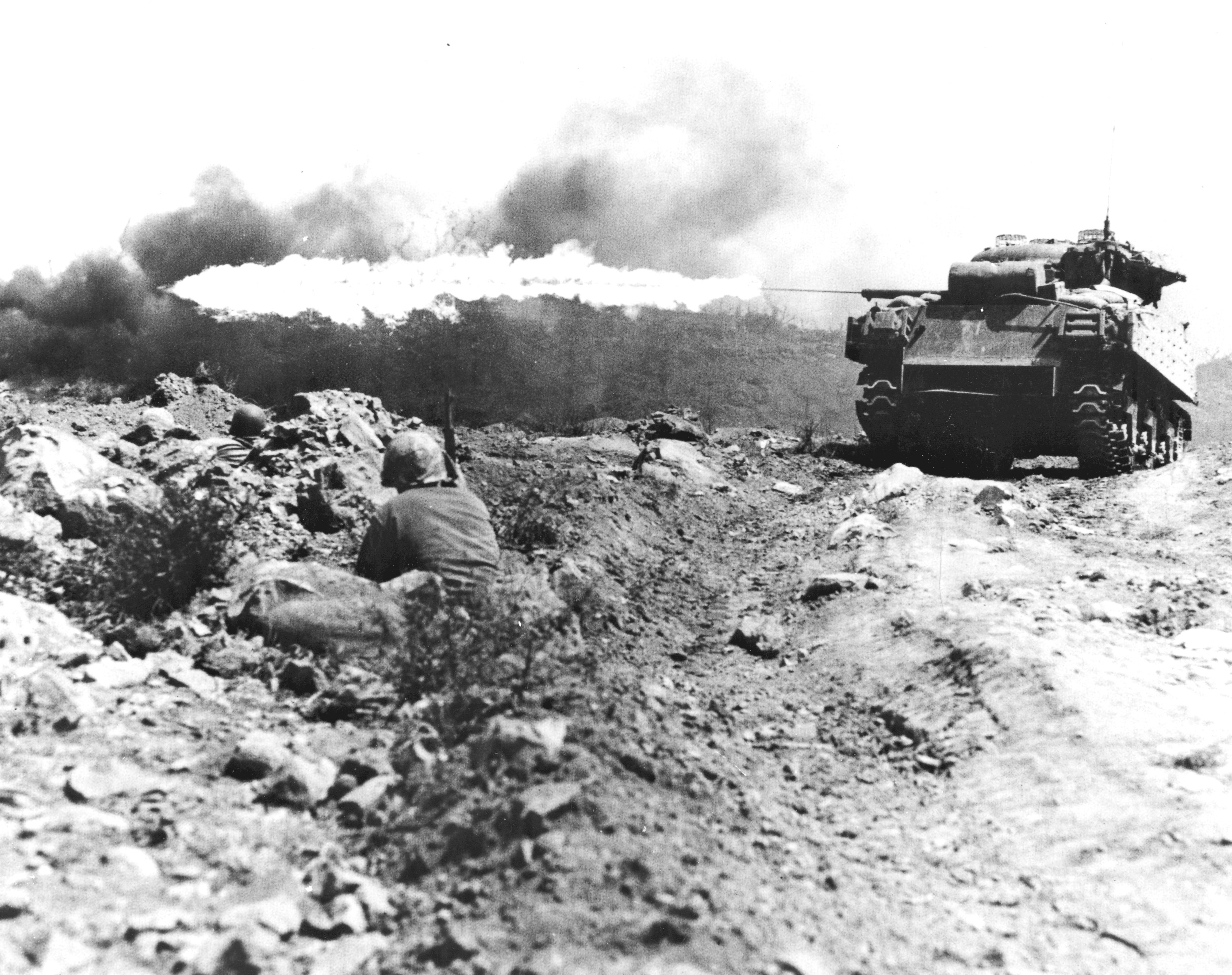
Вогнеметний «Шерман» під час битви за Іодзіму

На Тихоокеанському ТВД «Шерман» зарекомендував себе як відмінний танк підтримки піхоти, плюсом також були його відносно невелика вага і розміри, що дозволяло легко перекидати танки з острова на острів. Танк виявився пристосованим для дій в умовах жаркого вологого клімату, і не мав особливих проблем з надійністю і прохідністю.
Основні втрати американських танків походили від підривів на протитанкових мінах. Не маючи достатньо ефективною протитанкової артилерії і піхотних протитанкових засобів, японці часто застосовували тактику самогубних атак, посилаючи проти американських танків своїх піхотинців з ранцевими, магнітними і шестовими мінами, протитанковими гранатами тощо.
Широко застосовувалися на Тихоокеанському ТВД ракетні танки, танки артилерійської підтримки, а також вогнеметні танки.
Специфічний характер бойових дій привів до того, що танки використовувалися в складі окремих танкових батальйонів, які здійснювали підтримку піхотних дивізій. Танкові дивізії на Тихоокеанському ТВД не формувалися, за відсутністю необхідності концентрації бронетанкової техніки, а також через неможливість стратегічного маневру танкових частин.

### Арабо-Ізраїльські війни
У Війні за незалежність брало участь лише два танка M4A2, що дісталися в спадок від британців.
На час Суецької кризи 1956 року в АОІ(Армія Оборони Ізраїлю) налічувалося 122 «Шермана» (56 Sherman M1 і Sherman M3, 25-28 Sherman M50 і 28 Super Sherman M1), і вони становили основу ізраїльських бронетанкових сил. Єгипет мав приблизно 120 M4A2 з французькими баштами (поряд з іншими танками), з яких 45 було втрачено в боях.
У 1967 році Ізраїль мав 522 танка M4 Sherman різних типів, що становило приблизно половину танкових сил країни. До того часу він був єдиною країною на Близькому Сході, мала ці танки на озброєнні. Тим не менше, під час Шестиденної війни вони застосовувалися в основному на другорядних напрямках, основною ударною силою були англійські важкі танки Centurion, що мали більш важке озброєння і краще бронювання.
Перед Війною Судного дня 1973 року «Шермани» поступово знімалися з озброєння, і після війни були або перероблені в САУ та інші машини, або продані в інші країни.

### Індо-Пакистанські війни
Перші танки Індія отримала ще під час другої світової війни, і вони брали участь у бойових діях в Бірмі. Це були як американські, так і британські версії «Шерманів». Надалі танки активно закуповувалися як Індією, і Пакистаном.
У Індо-пакистанській війні 1965 року «Шермани» брали участь з обох сторін конфлікту. На момент початку війни Індія мала 332 танки М4 Sherman різних типів, а Пакистан — 305. В основному це були M4A1 і M4A3, багато танків, що мали 75-мм гармату, були переозброєні 76-мм гарматою M1.
Попри те, що «Шермани» становили трохи менше половини танкового арсеналу обох сторін, вони використовувалися в основному на другорядних напрямках, а також для флангових атак. Танками першої лінії були менш рухливі, але більш важкоозброєні і краще броньовані «Паттони» (з пакистанської сторони) і «Центуріони» (з індійської).

## Різниця між ТТХ ранніх модифікацій «Шермана», та пізніших
| ТТХ ранніх модифікацій танків M4Sherman |                                                                       |                                                                       |                                                                       |                                                                      |                                                           |                                                                |                                                                        |
|                                         | M4                                                                    | M4 (105)                                                              | M4A1                                                                  | M4A2                                                                 | M4A3                                                      | M4A4                                                           | M4A6                                                                   |
| розміри                                 |                                                                       |                                                                       |                                                                       |                                                                      |                                                           |                                                                |                                                                        |
| Довжина, мм                             | 5890                                                                  | 5890                                                                  | 6200 (без закрилок 5840)                                              | 5820                                                                 | 5906                                                      | 6058                                                           | 6058                                                                   |
| Довжина з гарматою, м                   | 5890                                                                  | 5890                                                                  | 6200                                                                  | 5820                                                                 | 5906                                                      | 6058                                                           | 6058                                                                   |
| Ширина, мм                              | 2620                                                                  | 2620                                                                  | 2620                                                                  | 2620                                                                 | 2620                                                      | 2620                                                           | 2620                                                                   |
| Висота, мм                              | 2740 (з командирською башточкою)                                      | 2740                                                                  | 2740                                                                  | 2740                                                                 | 2740                                                      | 2740                                                           | 2740                                                                   |
| Бойова маса, т                          | 30,3                                                                  | 31,4                                                                  | 30,3                                                                  | 31,8                                                                 | 30,2                                                      | 31,6                                                           | 31,7                                                                   |
| Бронювання, мм                          |                                                                       |                                                                       |                                                                       |                                                                      |                                                           |                                                                |                                                                        |
| Лоб корпуса                             | 51                                                                    | 51                                                                    | 51                                                                    | 64                                                                   | 64                                                        | 64                                                             | 64                                                                     |
| Борти і корма                           | 38                                                                    | 38                                                                    | 38                                                                    | 38                                                                   | 38                                                        | 38                                                             | 38                                                                     |
| Лоб башти                               | 76—89                                                                 | 76—91                                                                 | 76                                                                    | 76—89                                                                | 76—89                                                     | 76                                                             | 76—89                                                                  |
| Борти і корма башти                     | 51                                                                    | 51                                                                    | 51                                                                    | 51                                                                   | 51                                                        | 51                                                             | 51                                                                     |
| Дах корпусу                             | 19—25                                                                 | 19—25                                                                 | 13—25                                                                 | 19—25                                                                | 19—25                                                     | 19—25                                                          | 19—25                                                                  |
| Днище                                   | 13—25                                                                 | 13—25                                                                 | 13—25                                                                 | 13—25                                                                | 13—25                                                     | 13—25                                                          | 13—25                                                                  |
| Озброєння                               |                                                                       |                                                                       |                                                                       |                                                                      |                                                           |                                                                |                                                                        |
| Гармата                                 | 75-мм M3                                                              | 105-мм гаубиця M4                                                     | 75-мм M3                                                              | 75-мм M3                                                             | 75-мм M3                                                  | 75-мм M3                                                       | 75-мм M3                                                               |
| Кулемети                                | 1 × 12,7-мм M2HB, 2 × 7,62-мм M1919A4                                 | 1 × 12,7-мм M2HB, 2 × 7,62-мм M1919A4                                 | 1 × 12,7-мм M2HB, 2 × 7,62-мм M1919A4                                 | 1 × 12,7-мм M2HB, 2 × 7,62-мм M1919A4                                | 1 × 12,7-мм M2HB, 2 × 7,62-мм M1919A4                     | 1 × 12,7-мм M2HB, 2 × 7,62-мм M1919A4                          | 1 × 12,7-мм M2HB, 2 × 7,62-мм M1919A4                                  |
| Боєкомплект, к-сть снарядів/набоїв      | 97/300 + 4750                                                         | 66/600 + 4000                                                         | 90/300 + 4750                                                         | 97/300 + 4750                                                        | 97/300 + 4750                                             | 97/300 + 4750                                                  | 97/300 + 4750                                                          |
| Мобільність                             |                                                                       |                                                                       |                                                                       |                                                                      |                                                           |                                                                |                                                                        |
| Двигун                                  | Бензиновий 9‑циліндровий радіальний «Континенталь» R975 C1, 350 к. с. | Бензиновий 9‑циліндровий радіальний «Континенталь» R975 C4, 400 к. с. | Бензиновий 9‑циліндровий радіальний «Континенталь» R975 C1, 350 к. с. | Два дизельних 6‑циліндрових рядних «Дженерал Моторс» 6046, 375 к. с. | Бензиновий 8‑циліндровий V-подібний «Форд» GAA, 450 к. с. | Пять бензинових 6‑циліндрових рядних «Крайслер» A57, 370 к. с. | Бензиновий 9‑циліндровий радіальний Ordnance Engine RD‑1820, 450 к. с. |
| Питома потужність, к. с./т              | 10,5                                                                  | 11,5                                                                  | 10,5                                                                  | 10,7                                                                 | 13,5                                                      | 10,6                                                           | 12,9                                                                   |
| Швидкість по шосе, км/год               | 39                                                                    | 39                                                                    | 39                                                                    | 48                                                                   | 42                                                        | 40                                                             | 48                                                                     |
| Запас ходу по шосе, км                  | 190                                                                   | 160                                                                   | 190                                                                   | 240                                                                  | 210                                                       | 160                                                            | 190                                                                    |

| ТТХ пізніх модифікацій танка М4 «Шерман» |                                                                       |                                                                      |                                                           |                                                           |                                                           |                                                           |                                                                 |
|                                          | M4A1(76)W                                                             | M4A2(76)W                                                            | M4A3(75)W                                                 | M4A3(76)W HVSS                                            | M4A3(105) HVSS                                            | M4A3E2                                                    | Sherman VC                                                      |
| Розміри                                  |                                                                       |                                                                      |                                                           |                                                           |                                                           |                                                           |                                                                 |
| Довжина, мм                              | 6200                                                                  | 6300                                                                 | 6270                                                      | 6270                                                      | 6270                                                      | 6270                                                      | 6890                                                            |
| Довжина з гарматою, мм                   | 7470                                                                  | 7600                                                                 | 6270                                                      | 7540                                                      | 6270                                                      | 6270                                                      | 7850                                                            |
| Ширина, мм                               | 2620                                                                  | 2670                                                                 | 2670                                                      | 3000                                                      | 3000                                                      | 2936                                                      | 2750                                                            |
| Висота, мм                               | 2740                                                                  | 2970                                                                 | 2939                                                      | 2970                                                      | 2970                                                      | 2740                                                      | 2620                                                            |
| Бойова маса, т                           | 32,0                                                                  | 33,3                                                                 | 31,5                                                      | 33,6                                                      | 33,0                                                      | 38,1                                                      | 32,7                                                            |
| Бронювання, мм                           |                                                                       |                                                                      |                                                           |                                                           |                                                           |                                                           |                                                                 |
| Лоб корпуса                              | 51                                                                    | 64                                                                   | 64                                                        | 64                                                        | 64                                                        | 102—140                                                   | 64                                                              |
| Борти і корма корпусу                    | 38                                                                    | 38                                                                   | 38                                                        | 38                                                        | 38                                                        | 38—76                                                     | 38                                                              |
| Лоб башти                                | 64—89                                                                 | 64—89                                                                | 76—89                                                     | 64—89                                                     | 76—91                                                     | 152—178                                                   | 38—89                                                           |
| Борти і корма башти                      | 64                                                                    | 64                                                                   | 51                                                        | 64                                                        | 51                                                        | 152                                                       | 51—64                                                           |
| Дах корпусу                              | 19—25                                                                 | 19—25                                                                | 19—25                                                     | 19—25                                                     | 19—25                                                     | 19—25                                                     | 19—25                                                           |
| Днище                                    | 13—25                                                                 | 13—25                                                                | 13—25                                                     | 13—25                                                     | 13—25                                                     | 13—25                                                     | 13—25                                                           |
| Озброєння                                |                                                                       |                                                                      |                                                           |                                                           |                                                           |                                                           |                                                                 |
| Гармата                                  | 76-мм M1                                                              | 76-мм M1                                                             | 75-мм M3                                                  | 76-мм M1                                                  | 105-мм M4                                                 | 75-мм M3                                                  | 76-мм QF 17pdr                                                  |
| Кулемети                                 | 1 × 12,7-мм M2HB, 2 × 7,62-мм M1919A4                                 | 1 × 12,7-мм M2HB, 2 × 7,62-мм M1919A4                                | 1 × 12,7-мм M2HB, 2 × 7,62-мм M1919A4                     | 1 × 12,7-мм M2HB, 2 × 7,62-мм M1919A4                     | 1 × 12,7-мм M2HB, 2 × 7,62-мм M1919A4                     | 1 × 12,7-мм M2HB, 2 × 7,62-мм M1919A4                     | 1 × 12,7-мм M2HB, 1 × 7,62-мм M1919A4                           |
| Боєкомплект, снарядів/патронів           | 71/600 + 6250                                                         | 71/600 + 6250                                                        | 104/600 + 6250                                            | 71/600 + 6250                                             | 66/600 + 4000                                             | 104/600 + 6250                                            | 77/1170 + 5000                                                  |
| Мобільність                              |                                                                       |                                                                      |                                                           |                                                           |                                                           |                                                           |                                                                 |
| Двигун                                   | Бензиновий 9-циліндровий радіальний «Континенталь» R975 C4, 400 л. с. | Два дизельних 6‑циліндрових рядних «Дженерал Моторс» 6046, 375 л. с. | Бензиновий 8‑циліндровий V-подібний «Форд» GAA, 450 к. с. | Бензиновий 8‑циліндровий V-подібний «Форд» GAA, 450 к. с. | Бензиновий 8‑циліндровий V-подібний «Форд» GAA, 450 к. с. | Бензиновий 8‑циліндровий V-подібний «Форд» GAA, 450 к. с. | П'ять бензинових 6‑циліндрових рядних «Крайслер» A57, 370 к. с. |
| питома потужність, к. с./т               | 11,3                                                                  | 10,2                                                                 | 12,9                                                      | 12,1                                                      | 12,3                                                      | 10,7                                                      | 10,3                                                            |
| Швидкість по шосе, км/год                | 39                                                                    | 48                                                                   | 42                                                        | 42                                                        | 42                                                        | 35                                                        | 40                                                              |
| Запас ходу по шосе, км                   | 160                                                                   | 160                                                                  | 160                                                       | 160                                                       | 160                                                       | 160                                                       | 160                                                             |

## Модифікації танка M4 Sherman

### Основні серійні модифікації

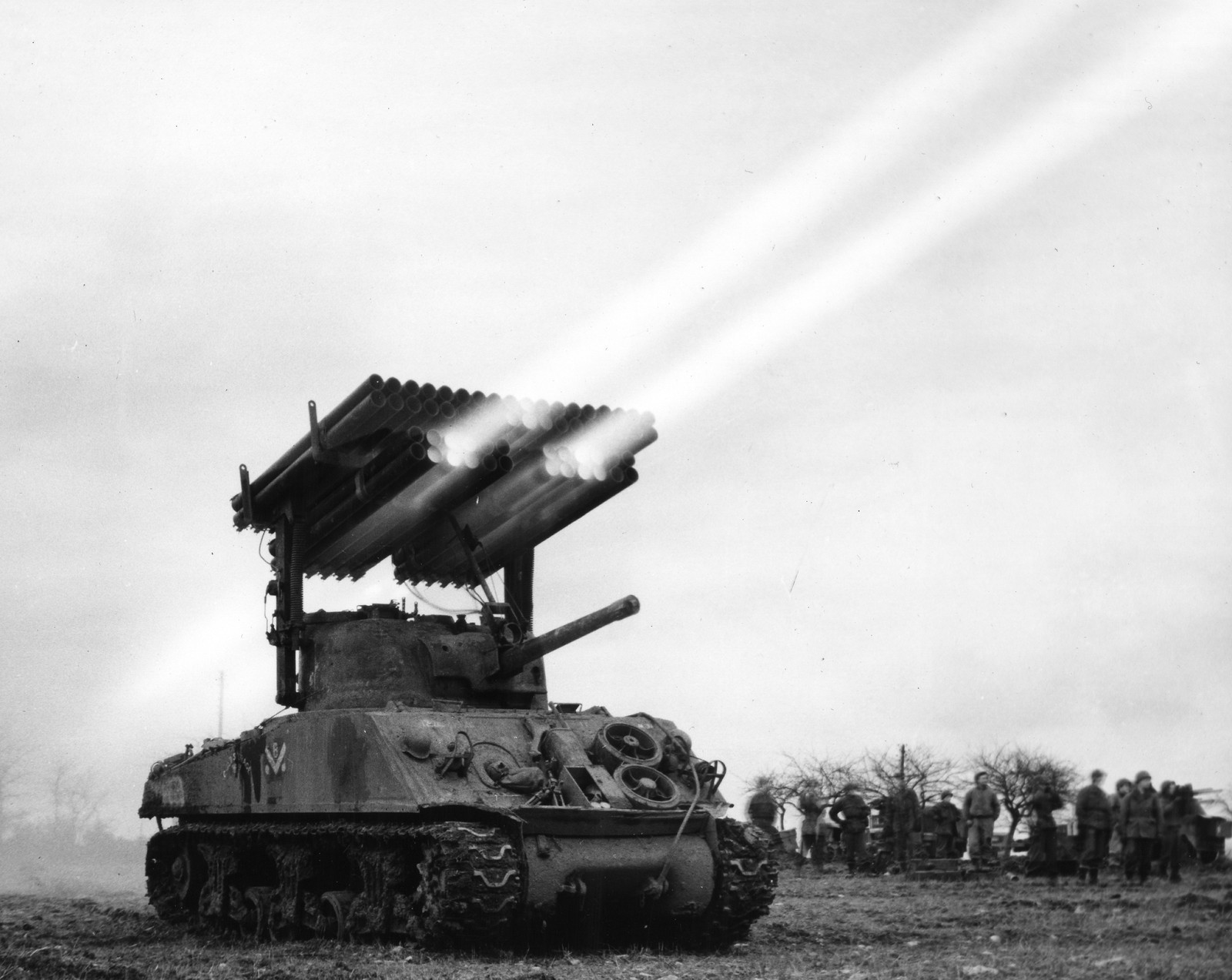
Sherman Calliope

- M4A1 — перша модифікація, яка пішла у виробництво, танк із литим корпусом і двигуном Continental R-975, практично повністю відповідний початковому прототипу T6. Випускався з лютого 1942 по грудень 1943 року фірмами Lima Locomotive Works, Pressed Steel Car Co, Pacific Car and Foundry Co. Всього випущено 9677 машин, 6281 з них були озброєні гарматою M3, 3396 M4A1 (76) W отримали нову гармату M1. Танки перших серій мали 75-мм гармату M2 і два фіксованих курсових кулемета.
- M4A2 — танк із зварним корпусом і силовою установкою з двох дизелів General Motors 6046. Випускався з квітня 1942 року по травень 1945 року фірмами Pullman Standard Car Co, Fisher Tank Arsenal, American Locomotive Co, Baldwin Locomotive Works, Federal Machine & Welder Co. Усього випущено 11 283 танка, 8053 з них були озброєні гарматою M3, 3230 M4A2 (76) W отримали нову гармату M1.
- М4АЗ. П'ята серійна модифікація зі зварним корпусом і 500-сильним бензиновим V-подібним 8-циліндровим двигуном «Форд», створеним для неї. Це найпопулярніша в Армії США машина зі всіх серійних. Більшість танків залишилося в США, за ленд-лізом поставлялися в основному інші модифікації. Ця машина мала цільну носову деталь корпусу. «Форд» побудувала 1690 М4АЗ з червня 1942 р. по вересень 1943 р., поки їх виготовлення не передали іншим. З лютого 1944 р. по березень 1945 р ухвалив «Гранд Бленк», при цьому в конструкцію внесені ряд удосконалень, включаючи командирську башточку, люк заряджальника, лобовий лист корпусу, розташований під кутом 47° і «мокру укладання» (комірки з пострілами поділялися шаром гліцерину) для боєкомплекту. Це була найдосконаліша модифікація з 75-мм гарматою М4, та її удосконалення використовували на переозброєння варіантах. Всього — 3071 танк.
- М4А4. Четверта серійна модифікація, будувалася тільки Детройтським арсеналом після закінчення виробництва танків МОЗ з липня 1942 по вересень 1943 р. Всі М4А4 мали носову частину корпусу, зібрану на болтах з трьох деталей, а гарматні установки М34 і лобові оглядові люки ранніх машин потім змінили або прибрали. Машини пізніх партій мали гарматну установку М34А1. М4А4 оснащувався СУ(Силова Установка) «Крайслер» і СУ «Мальтібенк», складеної з п'яти комерційних автомобільних двигунів, що працювали на єдиний вал трансмісії. Це була ще одна спроба вирішити проблему браку двигунів. Для розміщення такої СУ довелося подовжити корму корпусу.
- М4А5. Американське позначення, присвоєне канадському танку «Рем», розробленим на основі МОЗ. Один «Рем» випробовувався Армією США.
- М4А6. Остання серійна модифікація являла собою корпус і шасі танка М4А4 у поєднанні з новим радіальним дизелем «Катерпіллер» потужністю 450 к. с. Як і М4А4, танк мав подовжену корму розміщення цього двигуна. Найбільшим удосконаленням корпусу була лобова частина з вальцьованих і литих броньових деталей. Детройтський арсенал з жовтня 1943 по лютий 1944 р. побудував 75 машин М4А6, після чого замовлення на них анулювали через низькі експлуатаційних характеристик двигунів. Однак така ж носова деталь з литих і вальцьованих деталей ставилася на останніх партіях М4, що випускалися Детройтським арсеналом.
- Sherman Calliope Sherman Calliope — танк M4A1 або M4A3 обладнаний системою реактивного залпового вогню. Ця версія танку, не зважаючи на ракетне озброєння мав ті ж самі характеристики, та те ж саме обладнання, і озброєння, що й звичайний Шерман. Це давало йому можливість вести вогонь безпосередньо на полі бою. Але все ж для перезарядження потрібно було повернутись в тил, та поки пускова установка не скидалась, танк не міг вести вогонь з основної гармати.

### Дослідні зразки
- Tank AA, 20mm Quad, Skink — англійський прототип зенітного танка на шасі M4A1 канадського виробництва. Танк оснащений чотирма 20-мм зенітними гарматами Polsten, що являють собою спрощений варіант 20-мм зенітної гармати Ерлікон попри те, що Skink був доведений до серійного виробництва в січні 1944 року, було зроблено всього кілька екземплярів, оскільки тотальна перевага союзників у повітрі виключало необхідність у засобах ППО.
- M4A2E4 — дослідний варіант M4A2 з незалежною торсіонною підвіскою, аналогічною танку T20E3. Влітку 1943 року було побудовано два танки.
- Centipede — дослідний варіант M4A1 з ресорної підвіскою від напівгусеничного транспортера T16.
- T52 — американський прототип зенітного танка на шасі M4A3 з однією 40-мм гарматою M1 і двома кулеметами M2B.

### Вогнеметні Шермани
- Вогнемети E4R2-5R1, E4R3-5R1, (М3-4-3). Ці вогнемети розміщувалися в корпусі замість кулемета, включалися в комплект постачання для установки у військах. Вогнемет E4R4-R4 5-6RC. Брандспойт вигнутого типу, аналогічний описаному вище, розміщувався на місці кулемета. Бак із запальною сумішшю містився в корпусі. Дальність вогнеметання була трохи вищою, ніж у М3-4-3.
- Вогнемет РОА. Ця імпровізація з'явилася в ході боїв на Тихоокеанському ТВД. Брандспойт використовувався ВМФ США вогнемета Mk I встановлювався в каналі ствола 105-мм гаубиці після зняття її затвора. Бак із запальною сумішшю містився у башті.
- POA-CWS 75-H1. Подібний до описаного вище, але з використанням ствола старої 75-мм танкової гармати М3.
- POA-CWS 75-H2. Подібний до описаного вище, але з установкою брандспойта вогнемета праворуч від 75-мм гармати, при цьому танк зберігав гарматне озброєння.

Багато машин, оснащені вогнеметами типу ОРА і що використовувалися КМП США, мали знімний дерев'яний захист від магнітних протитанкових гранат, які застосовували японські смертники.
- E6-R1. Ношений вогнемет, з комплекту поставки танків і міг встановлюватися в отворі перископічного блоку над місцем помічника механіка-водія.
- Вогнемет Е7-7. Брандспойт встановлювався замість основного озброєння, а бак з запальною сумішшю — в корпусі. Міг розміщуватися на танках M3A1 і М5А1.
- Вогнемет «Ронсон». Канадський вогнемет «Ронсон» встановлювався на танк М4. Переобладнано кілька танків КМП США.
- М4 Croc. Комплект британського самохідного вогнемета «Крокодайл», встановлений на танк М4, але шланг для запальної суміші протягнули поверх корпусу, а не під днищем. Наприкінці 1944 р. чотири М4 переобладнали таким чином для застосування американськими військами в Європі. Вони використовувалися 2-й БТД США
- Протипіхотний танковий вогнемет Е1. Ця зброя, виготовлена у 1945 р., включала чотири невеликих вогнемета, встановлені на корпусі танка М4АЗ, які стріляли незалежно, або залпом для протидії атакам японських камікадзе. Зброя, створена для використання на Тихоокеанському ТВД, випробовувався до кінця війни, після чого від нього відмовилися. Машина з вогнеметом Е1 отримала прізвисько «Скорпіон».

Розробляли також вогнемети E13R1-R2 і Е20-20, призначалися для розміщення на М4А3.

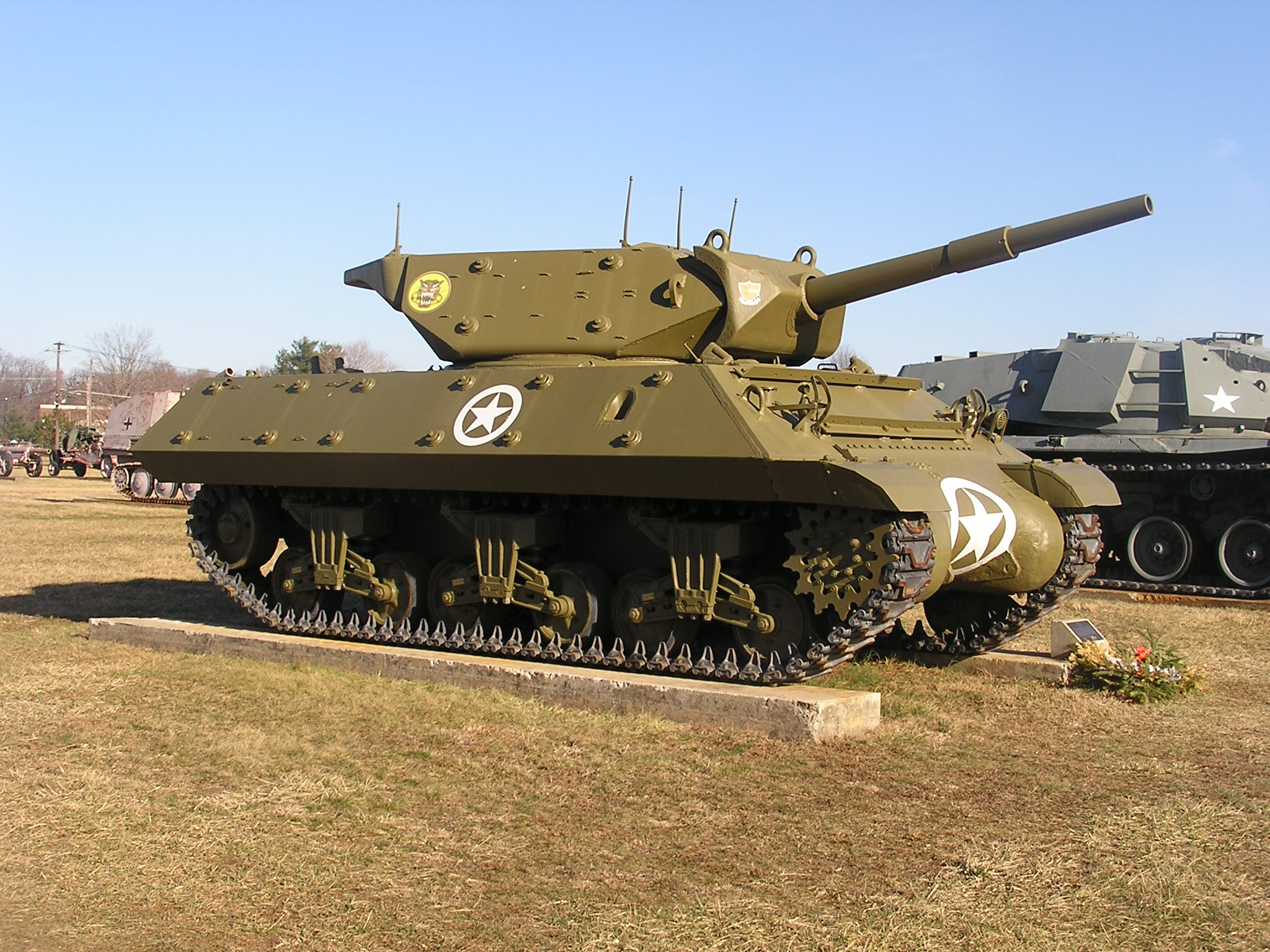
3-inch Gun Motor Carriage M10

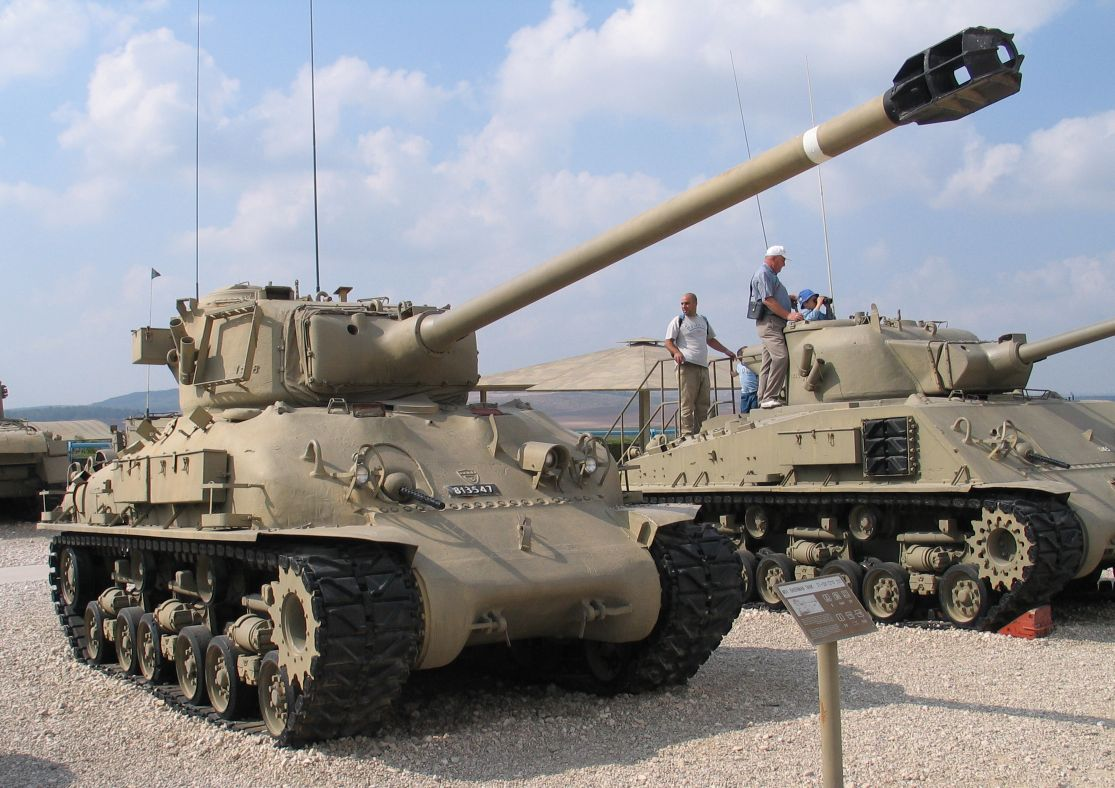
M51 Sherman

### Мінні трали, та БРЕМ на базі танка Sherman

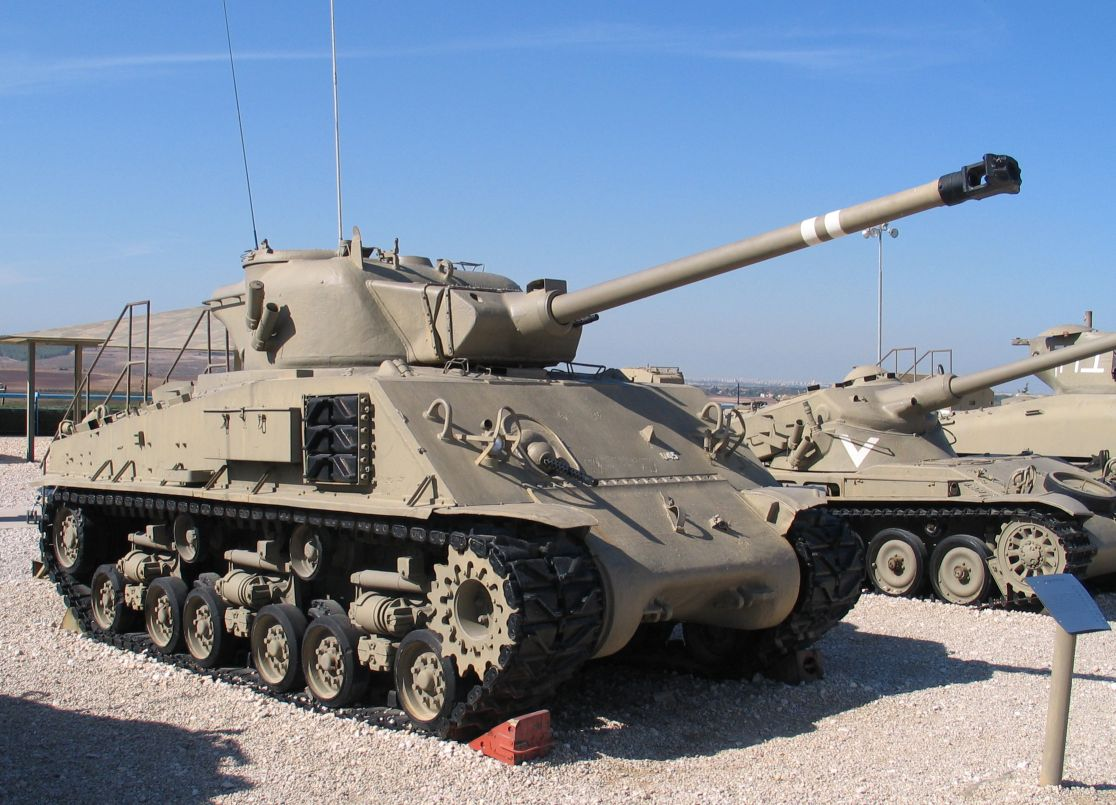
M50 Sherman

- БРЕМ М32 — модифікація стандартного М4. Башту замінили рубкою з 81-мм димовим мінометом. У бойовому відділенні розміщувалася лебідка з тяговим зусиллям 60 000 фунтів, а на корпусі шарнірно кріпилася А-подібна стріла. Були також зовнішні кріплення для тросів, анкерів, блоків та інших пристосувань. Маса БРЕМ становила 62 000 фунтів, швидкість — 24 милі/год, довжина — 19 фт 1,25", довжина А-подібної стріли — 18 фт. В іншому аналогічна М4.
- БРЕМ М32В1. БРЕМ на шасі М4А1 (з литим корпусом).
- БРЕМ М32В2. Така ж машина, але на шасі танка М4А2.
- БРЕМ М32В3. Така ж машина, але на шасі танка М4АЗ. Машини останніх випусків мали підвіску типу HVSS. БРЕМ М32В4. Машина на шасі танка М4А4.
- БРЕМ серії М32, прийнята на озброєння у вересні 1943 р. Дослідна машина, побудована фірмою «Ліма», мала позначення TRVT5.
- Мінний трал Т1Е1 («Земляний черв'як»). Цей трал, розроблений на основі Т1, відрізнявся третій котком вперед, основними, нагадував «трицикл». Котки тепер виготовлялися з броньованої сталі. Трал розробили в 1943 р. для використання з БРЕМ М32, стріла якої використовувалася для утримання і підйому «трицикл». Маса становила 18 «коротких» тонн.
- Мінний трал Т1Е2. Модифікація Т1Е1 з двома передніми котками із семи дисків кожен замість шести на Т1 і Т1Е1. Виготовили прототип в 1943 р.
- Мінний трал Т1ЕЗ (Ml) («Тітонька Джемайма»). Трал, розроблений в 1943 р., складався з двох котків, набраних з п'яти сталевих дисків діаметром 10 фт і оберталися через ланцюгову передачу від переднього ведучого колеса доопрацьованого танка М4. Виготовили 75 комплектів. Цей трал, випробуваний в 1944 р. в Нормандії та Італії під позначенням Ml, використовувався найбільш широко. Вдосконалений варіант М1А1 мав суцільні диски без вирізів, як на попередніх. Для пересування «Джемайма» іноді потрібен другий танк.
- Мінний трал Т1Е4, розроблений в 1944 р., складався з 16 дисків на важкій рамі перед корпусом модифікованого М4, підтримуваних зігнутої стрілою.
- Мінний експериментальний трал Т1Е5, розроблений в липні 1944 р. на основі Т1ЕЗ, відрізнявся дисками меншого діаметра. Котки мали шість дисків і підтримувалися однієї центральної рамою на відміну від попередніх бічних. Обертання передавалося від провідних коліс на кожен коток окремо.
- Мінний експериментальний трал Т1Е6. Той же Т1ЕЗ, але з рифленням дисків на ободі.
- Мінний трал Т2Е1. Зовні схожий на трал Т2, що кріпився на легкий танк М3. Розроблений для КМП США для використання з БРЕМ, при цьому стріла БРЕМ утримувала трал. Трал виявився невдалий, і роботу над ним припинили в жовтні 1943 р.
- Мінний Бойковий трал (Т2). Американське позначення британського трала «Crab» I, випробовують в США. Невелика кількість використовувалося Армією США в Європі в 1944-45 рр..
- Мінний трал Т3 розробили наприкінці 1942 р. слідом за створенням британського Бойкової трала «Матильда Скорпіон», використовуючи британський ротор з бойками й приводні ланцюги, але обертання передавалося від двигуна танка. Трал виявився невдалий, і роботу над ним припинили в 1943 р. Мінний трал ТЗЕ1 — переробка ТЗ з подовженою рамою і протипиловим кожухом барабана для підвищення рухливості машини. Конструкція виявилася також невдалою, і від неї відмовилися.
- Мінний трал Т3Е2. Подальший розвиток ТЗЕ1, в якому первинний ротор замінили сталевим більшого діаметра. Роботи над ним припинили в 1945 р. Мінний трал Т4. Американське позначення британського трала «Креб» II, випробуваного і в невеликій кількості застосованих Армією США.
- Мінний трал-екскаватор Т4. Проста плужної конструкція, розроблена наприкінці 1942 р., що мала увігнутий бульдозерний відвал з ножовим плугом на нижній поверхні, жорстко кріпилася під кутом на передній частині корпусу танка. На випробуваннях трал показав себе невдало, і від нього відмовилися.
- Мінний трал-екскаватор Т5. За пристрою був схожий на Т4, але з V-подібним (кутом вперед), бульдозерним відвалом. Модифікований варіант позначався Т5Е1. Мінний трал-екскаватор Т2Е2. Розроблений на основі Т5Е1 наприкінці 1943 р., він мав раму і гідропривід від бульдозера Ml, які давали можливість піднімати і опускати трал.
- Мінний трал-екскаватор Т6. Ще одна конструкція на основі V-подібного бульдозерного відвалу, що існувала у варіантах Т6Е1 і Т6Е2, що опинилися невдалими через неможливість управляти глибиною занурення плуга. У результаті Бронетанковий комітет вирішив, що найвдалішим є Т5Е2 на основі Т5Е1.

Мінний трал-екскаватор Т5Е3 за типом Т6. На цій машині, замовленої в червні 1944 р., вигнутий під кутом ножовий плуг кріпився на відвал бульдозера M1.
- Мінний трал Т7. Трал, розроблений наприкінці 1943 р., складався з установлюваної на танк М4 рами, до якої кріпилися невеликі дводискові котки. Трал виявився невдалий, і роботи по ньому припинили.
- Мінний трал Т8. Трал, що отримав прізвисько «Джонні Вокер», включав лінійно що рухалися бойки, укріплені на підйомної рамі перед танком М4, зі спеціальним приводом, піднімав їх і з силою опускається на ґрунт у міру руху машини вперед. Випробування на Абердинському полігоні показали, що запропоноване пристрій погіршувало управління машиною. Роботи припинили в березні 1944 р.
- Мінний трал Т9 являв собою важко навантажений коток діаметром 6 фт, закріплений на рамі перед танком М4. Випробування на Абердинському полігоні показали, що трал вкрай утрудняв маневрування машини, і роботи з Т9 припинили на користь полегшеної конструкції T9EI. Однак ослаблена конструкція мала тенденцію «складатися» в реальних умовах, і могла бути легко втрачено під час вибуху. Остаточно проект зупинили у вересні 1944 р.
- Мінний трал Т10. На початку 1944 р. Дослідницький комітет з питань національної оборони запропонував дистанційно керований самохідний мінний трал, що складався з трьох комплектів ковзанок, розташованих за схемою трицикл. Самохідну версію розробили на основі спочатку запропонованих ковзанок у вигляді трицикл, керованого за допомогою башти танка М4. Трал, позначений Т10, випробували на Абердинському полігоні, але він виявився занадто громіздким, і проект зупинили наприкінці 1944 р.
- Мінний трал Т11. Являв собою танк М4А4 з шістьма спрямованими вперед мінометами, що стріляли надкаліберними снарядами. Був побудований лише прототип.
- Мінний трал Т12 — носій мінометів з надкаліберними мінами. 23 міномета типу «Спігот Мортара» встановили в бойовому відділенні танка М4 зі знятою баштою. Міномети мали різні кути наведення з тим, щоб залпом покрити площу перед танком і викликати підрив хв. Т12, випробуваний на Абердинському полігоні, показав себе ефективним засобом, але роботи над ним припинили, оскільки розмістити на танку пускові установки ракет замість мінометів було простіше.
- Мінний трал Т14. Танк М4 зі значно посиленим бронюванням днища, зміцненими траками і підвіскою, підривав міни наїздом на них, але при цьому залишався невразливий. Побудована тільки експериментальна машина.
- Машини протимінного захисту Т15, Т15Е1, Т15Е2. Три танки М4 модифікували за типом з Т14, знявши башти. Три машини відрізнялися деталями, але мали однакові конструкцію і зовнішній вигляд. Робота розпочата у вересні 1944 р., але з закінченням війни припинена.
- Обладнання «Snake» для М4. У 1943 р. в США перевірили британський спосіб проробляння проходів у мінному полі перед танком подовженими зарядами «Снейк». Але далі дослідів не пішла.
- Імпровізовані пристосування. Кілька тралів розробили у бронетанкових частинах. Типовим їх представником був розроблений в КМП США трал з використанням кріплення, гідравліки та інших вузлів бульдозера М1. Барабан з ланцюгами і бойками, а також приводний механізм розташовувалися на зварний рамі. Пристосування, виготовлене 89-м ремонтним батальйоном у Тунісі в березні 1943 р., включало барабан з ланцюговими бойками на жорсткій рамі, укріпленої перед танком, з приводом від його двигуна.

### Спеціалізовані машини на базі танку «Шерман»

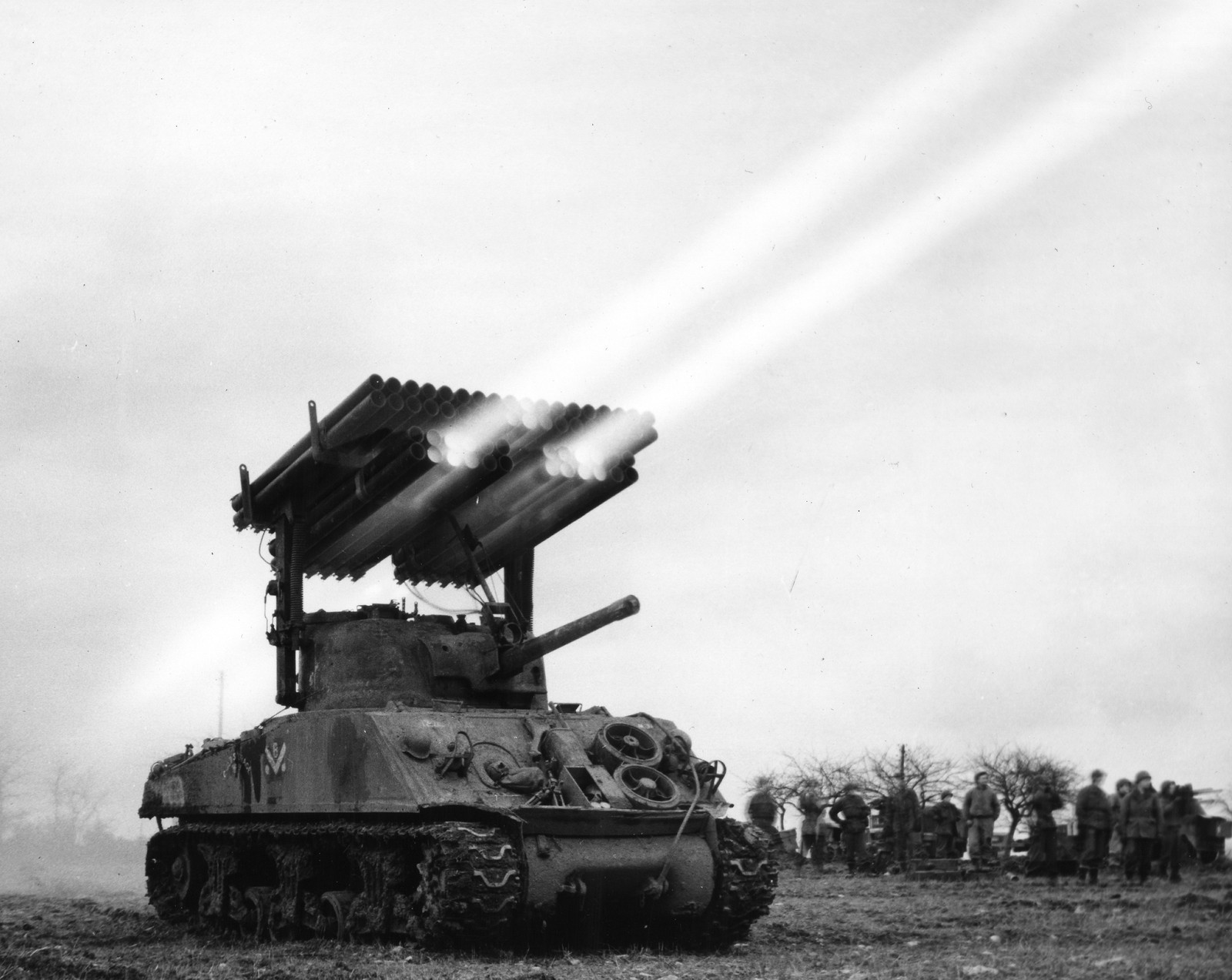
Sherman Calliope

- Sherman Calliope Sherman Calliope — танк M4A1 або M4A3 обладнаний системою реактивного залпового вогню. Ця версія танку, не зважаючи на ракетне озброєння мав ті ж самі характеристики, та те ж саме обладнання, і озброєння, що й звичайний Шерман. Це давало йому можливість вести вогонь безпосередньо на полі бою. Але все ж для перезарядження потрібно було повернутись в тил, та поки пускова установка не скидалась, танк не міг вести вогонь з основної гармати.
- Sherman DD- спеціалізована машина на базі танку М4, обладнана системою Duplex Drive(DD) для переправи водяних перепон вплав. Танк обладнувався надувним, вкритим гумою брезентовим кожухом з приводом від двигуна. Був Розроблений в Англії на початку 1944 р. для здійснення чисельних морських операцій.
- T40 Whizbang-Один з варіантів ракетного танка з пусковою установкою для 182-мм ракет М17

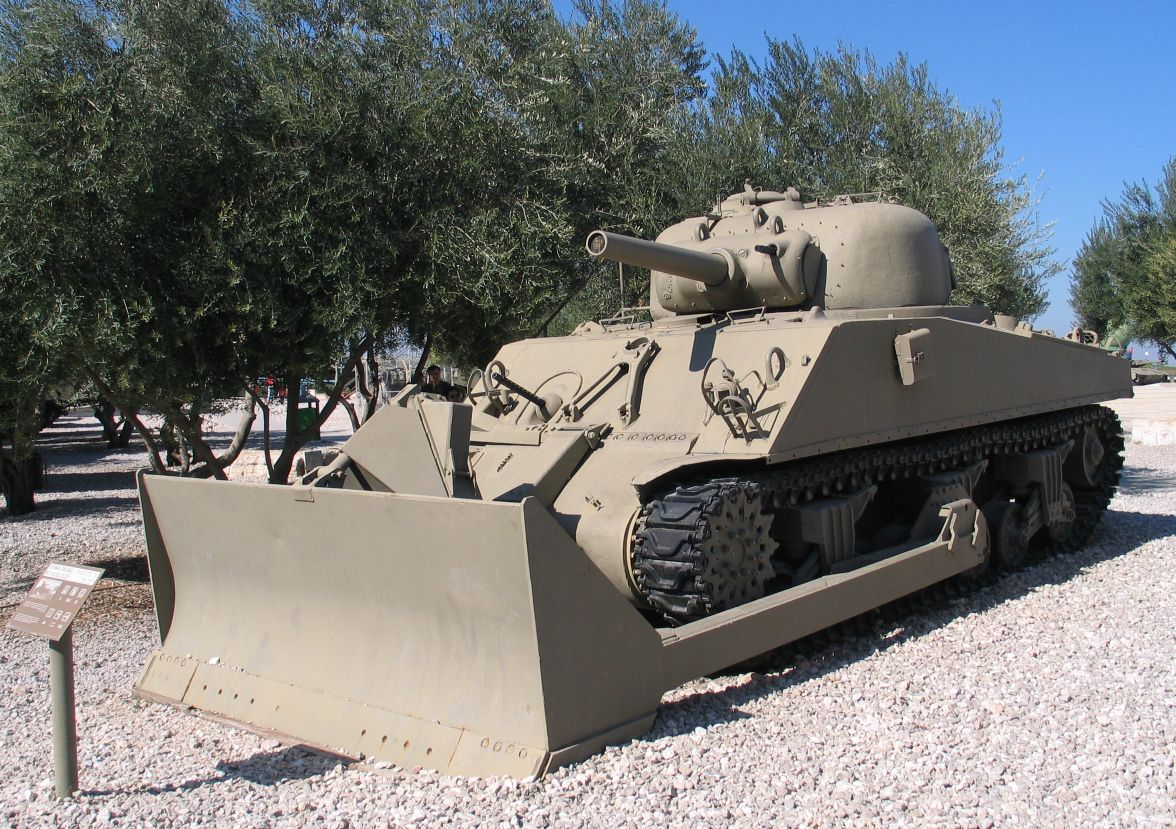
М4 Dozer

- М4 Dozer М4 Dozer — Варіант Шермана, до якого приєднувався бульдозерний ніж М1, або М2. Його використовували переважно інженерні частини для розмінування територій

### Єгипетські Шермани
Єгипет також мав на озброєнні «Шермани», причому вони були також переозброєні французькими гарматами CN-75-50. Відмінність від ізраїльських Sherman M50 полягало в тому, що на M4A4 ставилася башта FL-10 від танка AMX-13, разом із гарматою і системою заряджання. Так як єгиптяни використовували дизельне паливо, то бензинові двигуни були замінені на дизелі від M4A2.
Всі роботи з проектування та будівництва єгипетських «Шерманів» виконувалися у Франції.
Більшість єгипетських «Шерманів» було втрачено під час Операції «Кадеш» 1956 року, і під час Шестиденної війни 1967 року, у тому числі і в зіткненнях з ізраїльськими Sherman M50.

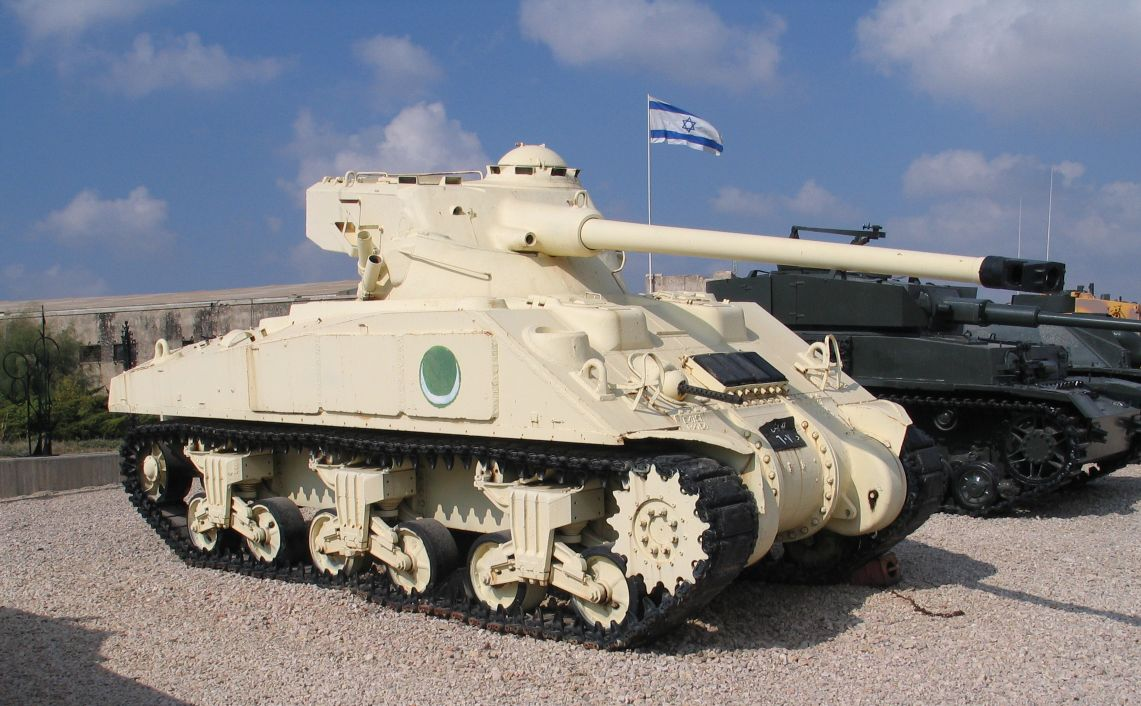
Танк M4A4-AMX-13

### Ізраїльські Шермани
З усіх численних повоєнних модифікацій «Шермана», мабуть найцікавішими є M50 і M51, що складалися на озброєнні АОІ(Армія Оборони Ізраїлю). Історія цих танків така: Ізраїль почав закуповувати «Шермани» ще під час Війни за незалежність, у вересні 1948 року, в основному це були куплені в Італії M1 (105) у кількості близько 50 штук. Надалі закупівлі «Шерманів» велися з 1951 по 1966 рік, у Франції, Великій Британії, Філіппінах та інших країнах, всього було закуплено близько 560 штук різних модифікацій. В основному закуповувалися доукомплектовані танки, що залишилися після Другої світової війни, їх відновлення та комплектування відбувалось в Ізраїлі.
У АОІ «Шермани» позначалися за типом встановленого озброєння, всі танки з гарматою M3 отримали назву Sherman M3, танки з 105-мм гаубиці називалися Sherman M4, танки з 76-мм гарматою — Sherman M1. Танки, що мали підвіску HVSS (це були закуплені в 1956 році у Франції M4A1 (76) W HVSS) отримали назву Super Sherman M1 або просто Super Sherman.
У 1956 році Ізраїль почав переозброєння «Шерманів» на французькі 75-мм гармати CN-75-50, розроблені для танків AMX-13, в Ізраїлі вони отримало назву M50. За іронією долі, це озброєння було французькою версією німецького 7,5 cm KwK 42, встановлюваного на «Пантері». Прототип був виготовлений «Atelier de Bourges» у Франції, самі роботи з переозброєння вироблялися в Ізраїлі. Гармата встановлювалася в башту старого зразка, задня частина башти зрізалася, і на це місце приварюється нова, з великою нішею. У АОІ танк отримав позначення Sherman M50, а в західних джерелах вони відомі під назвою «Супершерман» (попри те, що в Ізраїлі вони ніколи не носили такої назви). Усього до 1964 року було переозброєно близько 300 танків.
У 1962 році Ізраїль виявив зацікавленість в переозброєнні своїх «Шерманів» ще потужнішими гарматами, для протистояння єгипетським Т-55. І тут знову допомогли французи, які запропонували вкорочене до 44 калібрів 105-мм гармату CN-105-F1, розроблене для AMX-30 (крім укороченого ствола, гармата отримала також дулове гальмо). В Ізраїлі ця гармата отримала назву M51, і встановлювалася на ізраїльські «Шермани» M4A1 (76) W в видозмінену башту T23. Для того щоб компенсувати вагу гармати, танки отримали нову противідкатну систему SAMM CH23-1, нові американські дизелі Cummins VT8-460, сучасне прицільне обладнання. Підвіска всіх танків була замінена на HVSS. Всього було модернізовано близько 180 танків, що отримали позначення Sherman M51, і стали відомішими в західних джерелах як «Ізраїльський Шерман», або просто «I-Sherman». Ізраїльські «Шермани» брали участь у всіх Арабо-Ізраїльських війнах, в ході яких стикалися як з танками часів Другої світової війни, так і зі значно новішими радянськими та американськими танками.
Також в Ізраїлі, на основі танку «Шерман», було створено САУ L-33 Roem, яка озброювалась 155-мм гарматою.
До 1967 року Ізраїль залишився єдиною країною на Близькому Сході, яка ще використовувала «Шермани». Єгипет вже давно замінив їх танками Т-34-85 і Т-54.

#### I-Sherman
«І-Шерман» — останній, та найпотужніший танк з сімейства Шерманів. Створювався для протистояння танкам Т-54 і як не дивно міг стати їм достойним конкурентом. Базовим варіантом машини стала модель M4A1 76(W) з баштою типу Т-23. Корпус було перероблено для встановлення в нього дизельного двигуна «Cummins», а ходову частину для встановлення підвіски HVSS. Для встановлення 105-мм гармати башту було модифіковано.

### САУ на основі Sherman
На базі танку Шерман було створено дуже велику кількість САУ, і винищувачів танків
- 3-in Gun Motor Carriage M10 з гарматою 76мм М7
- Gun Motor Carriage M36 — Винищувач танків, відоміший, як Jackson, на нього встановлювалась 90 мм гармата М3
- протитанкова САУ Т31. Прототип побудований в 1945 р. на шасі М4А3 HVSS з 105-мм гаубиці в спеціальній башті з напрямними для 183-мм PC на бортах башті.
- ЗСУ Т52, У липні 1942 р. за ініціативою «Firestone» розпочалася розробка ЗСУ на шасі М4 з двома 40-мм гарматами або з одним 40-мм гарматою і двома 12,7-мм кулеметами з наведенням у будь-яку точку верхньої півсфери. Вибрали і випробували другий варіант. Швидкість наведення зброї виявилася мала для стрільби по цілях, що летять низько, і проект зупинили в жовтні 1944 р.
- 90-мм САУ Т53 і Т53Е1. Розробка установки 90-мм зенітної гармати на шасі М4 почалася в липні 1942 р. гармату передбачалося встановлювати у кормовій частині корпусу при розміщенні двигуна в середній його частині. Прототип створено «Крайслером» в Детройтському арсеналі, випробуваний на Абердинському полігоні. У результаті замовили 500 машин за умови внесення доробок, включаючи розміщення гармати в середній частині корпусу і повернення двигуна в корму. Допрацьована машина Т53Е1 призначалася для використання як ЗСУ та самохідна ПТП. Випробування машини Танк — винищувальним командуванням показали, що вона не має переваг перед М10. ППО також відмовилося від нього, незважаючи на виданий замовлення, і проект зупинили в травні 1944 р. Для використання в ролі ЗСУ Т53Е1 мала відкидні опори.
- L-33 Roem (див. розділ «Ізраїльські Шермани»)

## Місця, де можна побачити Sherman
Дотепер збереглось лише близько тисячі екземплярів танка, що становить близько 2 % випущених, та їх можна побачити в таких місцях, як:
- Росія, Кубінський історичний бронетанковий музей;
- США, Абердинський музей зброї;
- Франція, танковий музей в Сомюрі;
- Ізраїль, Музей в Латруні;
- Велика Британія, Танковий музей в Бовінгтоні;
- Україна, M4A2 на території Національного університету оборони України в Києві[6].
- Польща, Музей Війська Польського

## Країни-оператори
Аргентина
 Австралія
 Бразилія
 Велика Британія
 Канада
 Китай
 Куба
 Чилі
 Німеччина
 Єгипет
 Франція
 Індія
 Іран
 Ізраїль
 Ліван
 Нова Зеландія
 Нікарагуа
 Парагвай
 Перу
 Польща
 Португалія
 ПАР
 Південна Корея
 Японія
 СРСР
 Туреччина
 Югославія

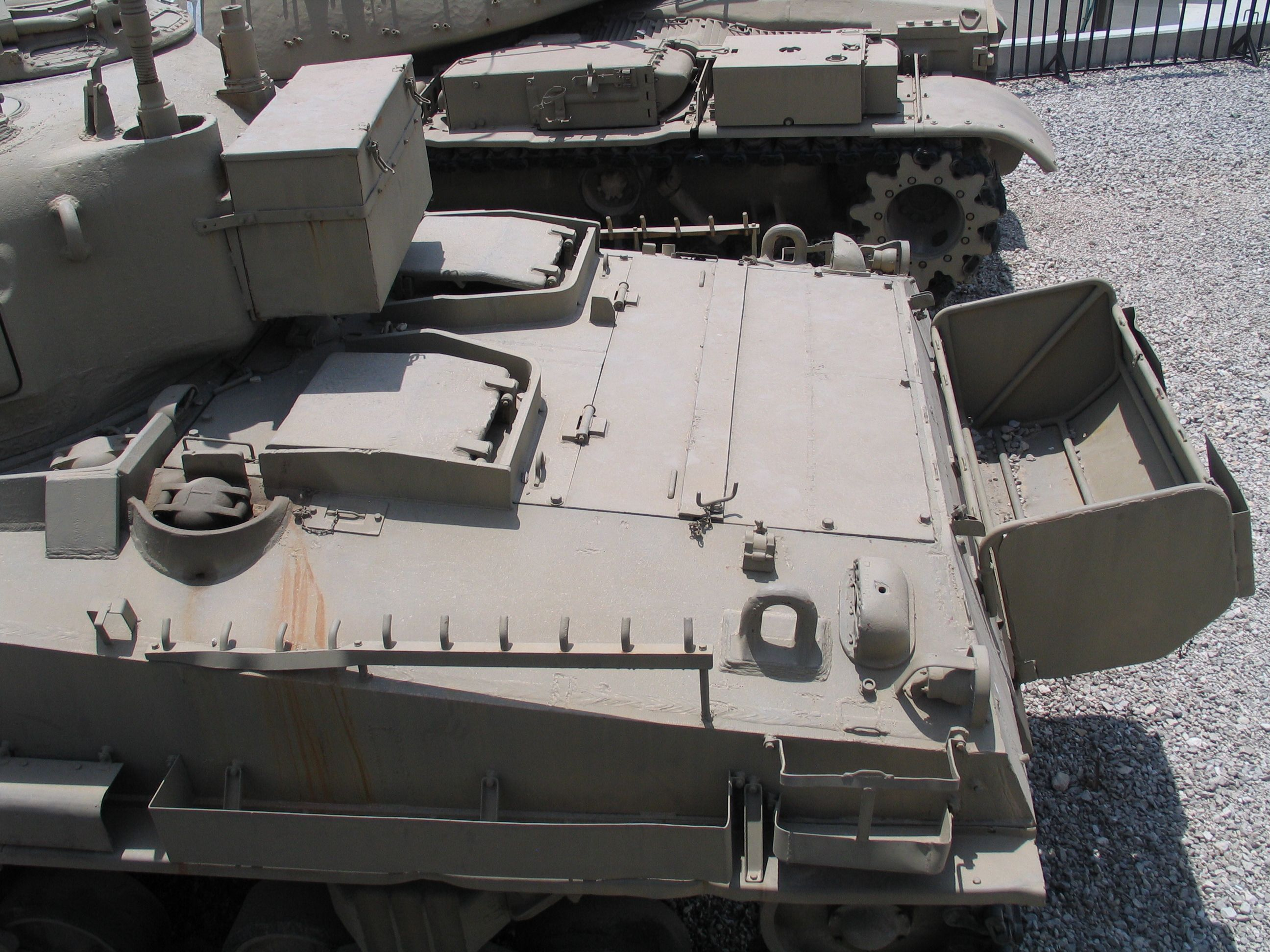
Вид на задню частину даху корпусу
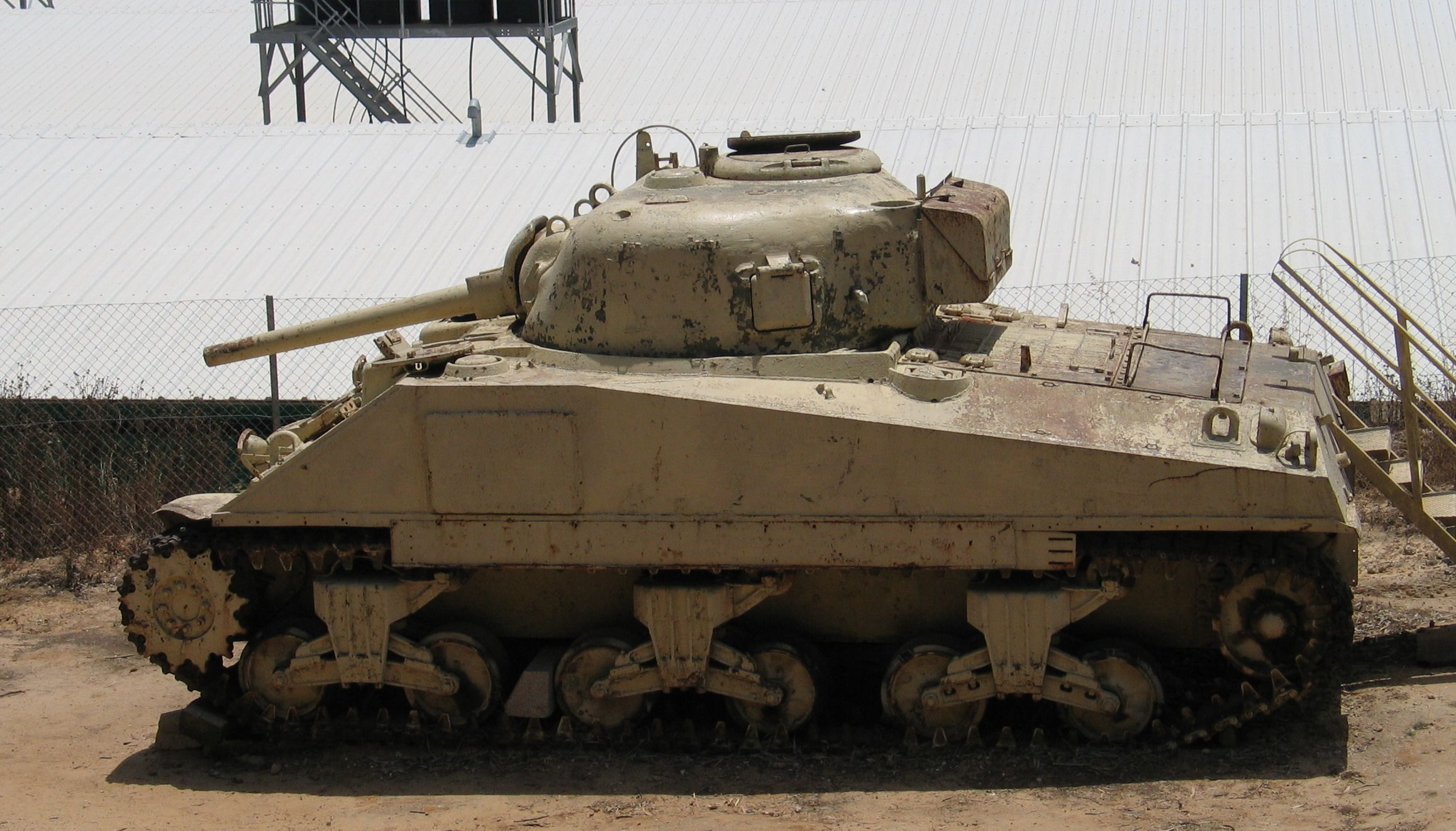
М4, вид зі сторони борту
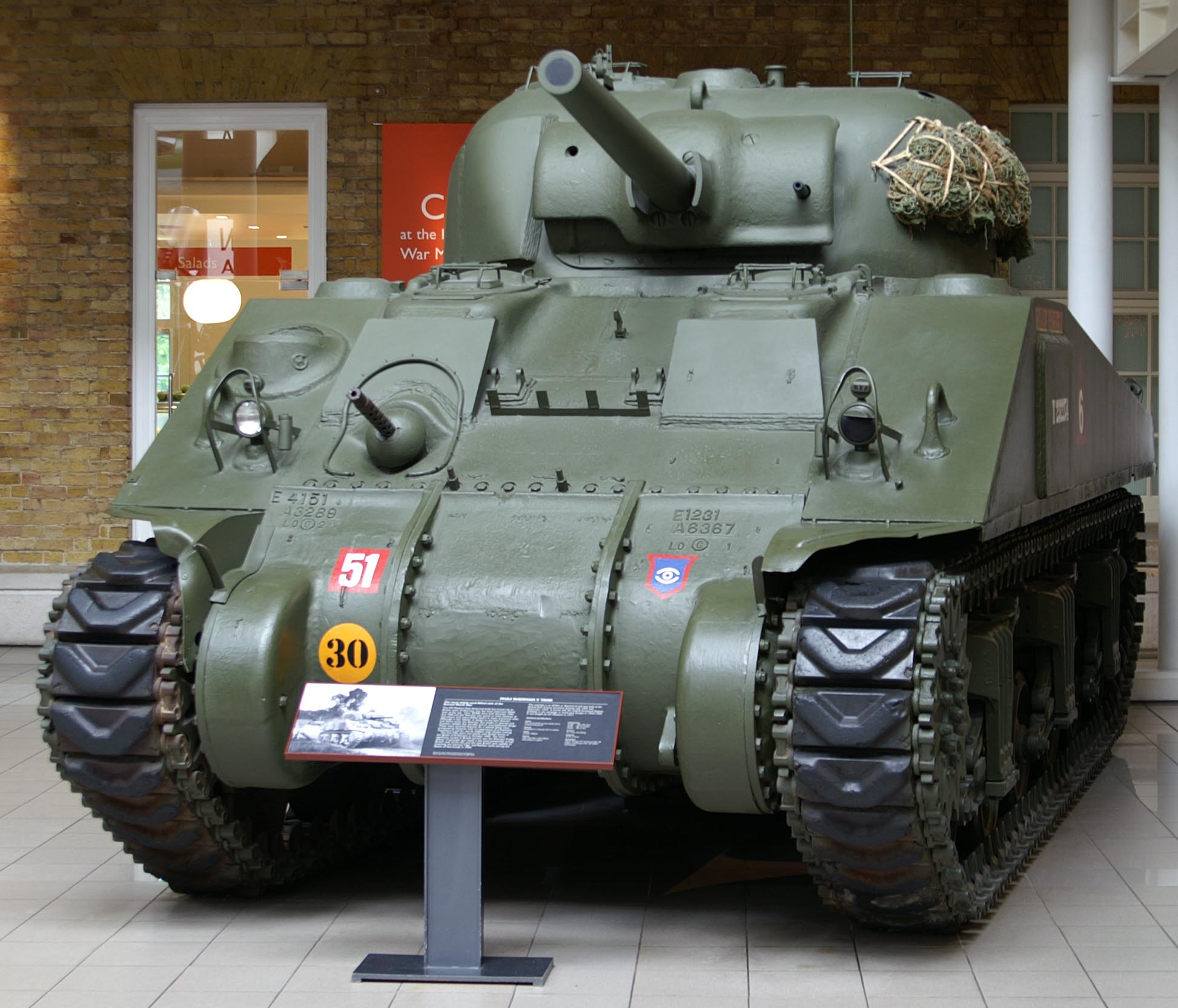
лоб танку «Шерман»
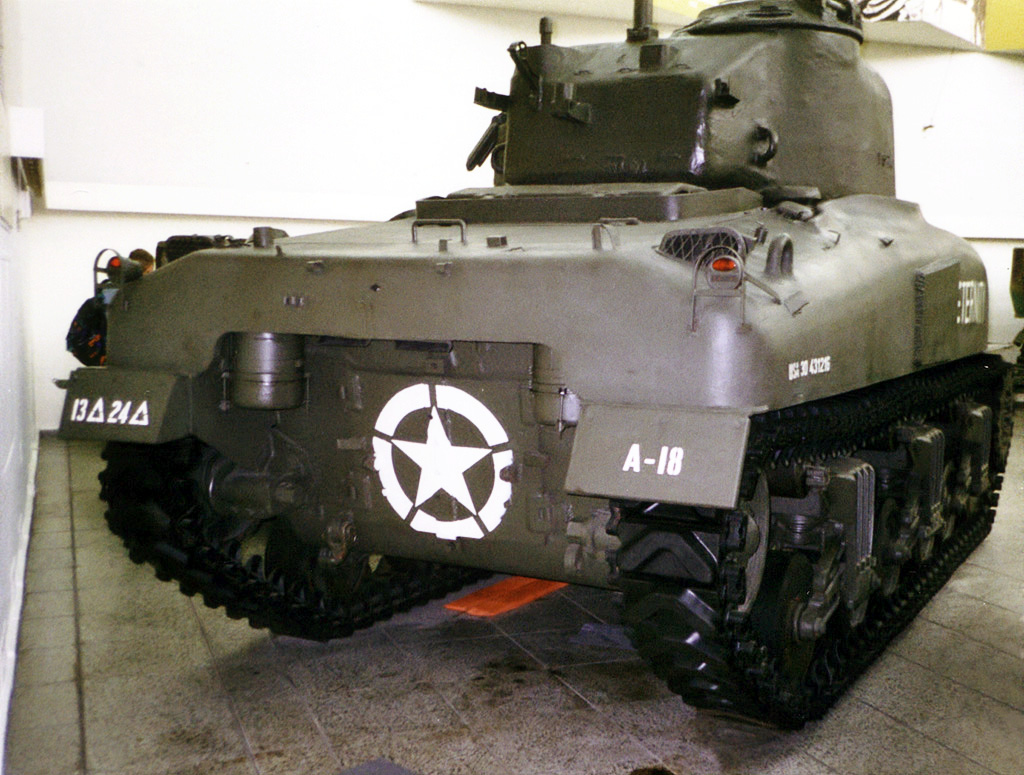
Корма танку М4А1
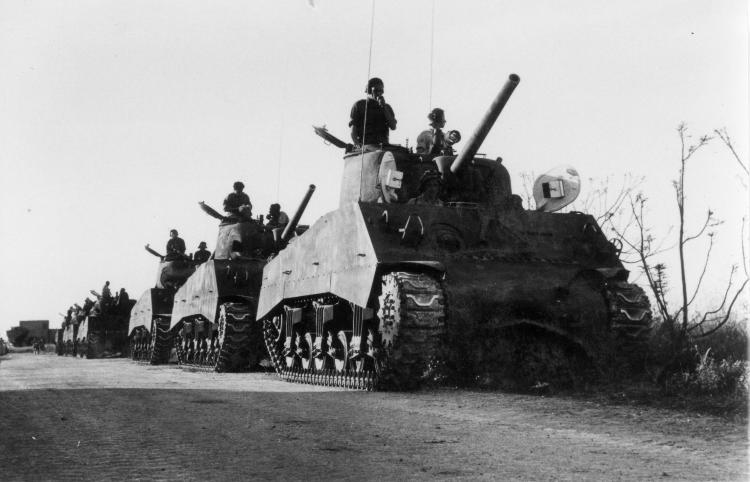
Колона танків М4

## M4 Sherman у комп'ютерних іграх
Танк М4 Sherman в цей час є одним з найуживаніших у комп'ютерних іграх танків. Ось деякі із них:
- «Operation: Tiger Hunt»
- «Т-72: Балканы в огне»
- «Panzer Elite Action»
- «Battlefield 1942»
- «World of Tanks»
- «World of Tanks Blitz»
- «War Thunder»